# Quéménéven
Quéménéven [kemenevɛ̃] est une commune du département du Finistère, dans la région Bretagne, en France.

## Intercommunalité
Depuis le 1er janvier 2017, Quéménéven, membre antérieurement de la Communauté de communes du Pays de Châteaulin et du Porzay, a choisi de rejoindre la communauté d'agglomération de Quimper Bretagne Occidentale.

## Géographie

### Localisation
Quéménéven fait historiquement partie du Pays Glazik, et plus localement du Porzay.
| - Situation et limites communales de Quéménéven (OpenStreetMap). |

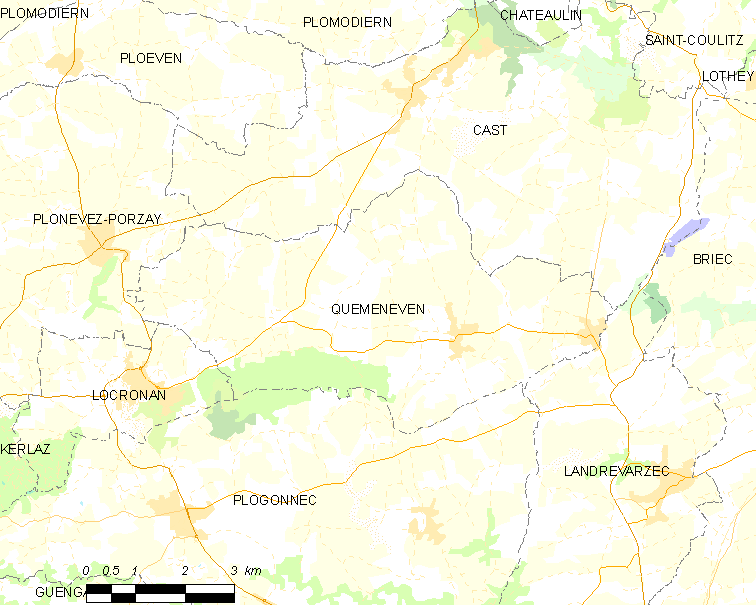
Carte de la commune de Quéménéven.

Commune de Cornouaille, elle est située dans le triangle Quimper (15 km) - Douarnenez (18 km) - Châteaulin (12 km). La commune compte une superficie de 2 821 hectares pour un peu plus de 1 100 habitants.
« Loin de rien, à l'écart de tout. À peine 20 minutes de Quimper et de Douarnenez, 15 de Châteaulin.(...). Non loin des axes routiers. Mais indéniablement Quéménéven est isolée et perd des habitants. (...) La commune a toujours souffert de sa situation géographique ». La population est passée de 1 875 habitants en 1911 à 1 111 en 2024

### Communes limitrophes
|                 | Cast       |              |
| Plonévez-Porzay | Quéménéven | Landrévarzec |
| Locronan        | Plogonnec  |              |

### Relief et hydrographie
Quéménéven est entouré de collines, appelées localement montagnes, principalement au sud-ouest du finage communal la partie est de la montagne de Locronan, dite aussi Montagne du Prieuré, dénommée en Quéménéven "Forêt du Duc" (dont la majeure partie est une forêt moussue en raison de sa situation sur un versant nord, donc en position d'ubac ; elle se trouve sur son territoire communal, même si sa partie occidentale appartient à Locronan et sa partie méridionale est exposée au sud car située de l'autre côté de la ligne de crête à Plogonnec, la dite ligne de crête culminant à 265 m au niveau de la limite communale entre Quéménéven et Plogonnec, mais à 286 m pour sa partie située en Locronan) : elle est en fait un prolongement sud-ouest des Montagnes Noires.

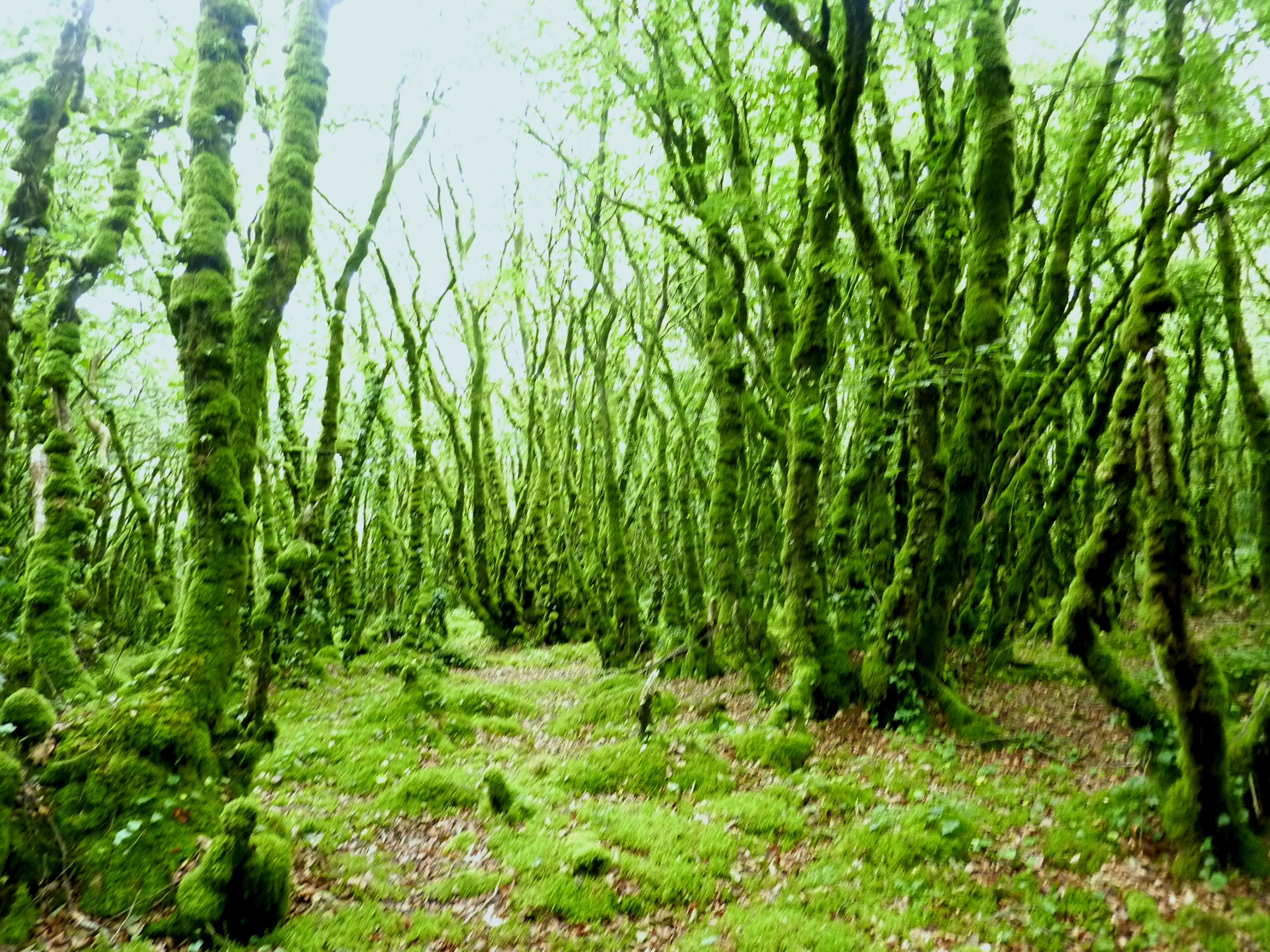
La forêt du Duc, une forêt moussue 1.
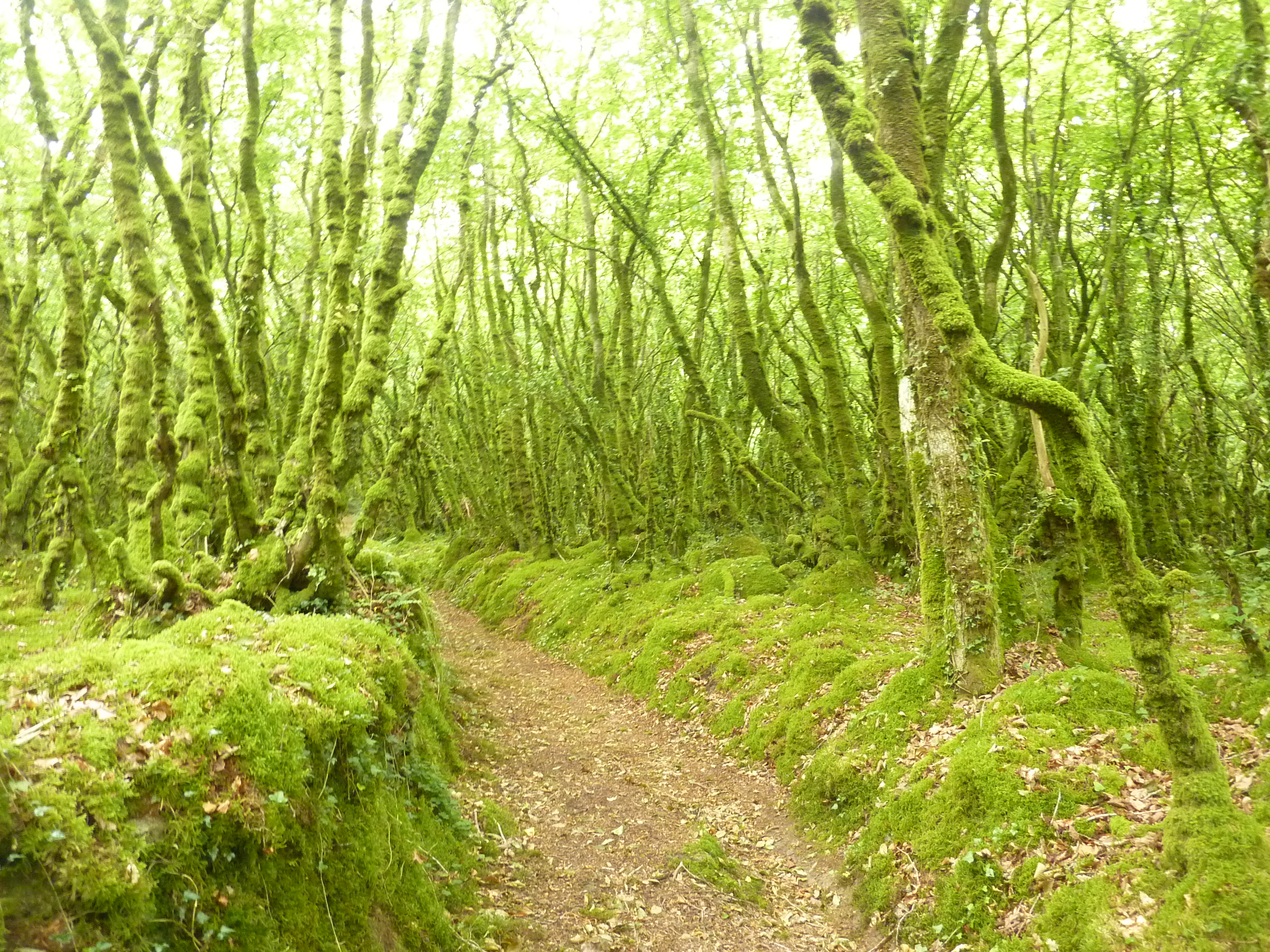
La forêt du Duc, une forêt moussue 2.
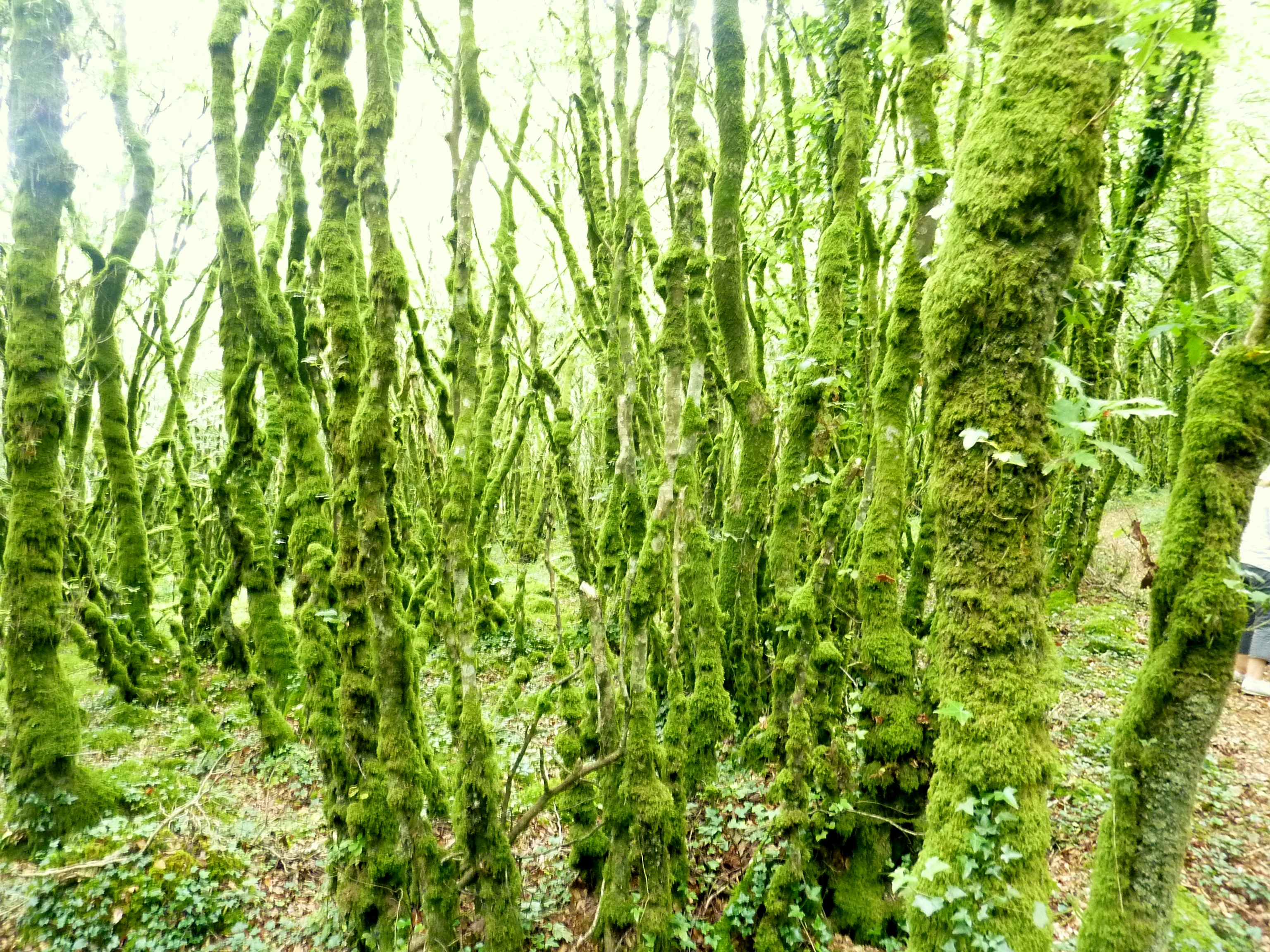
La forêt du Duc, une forêt moussue 3.
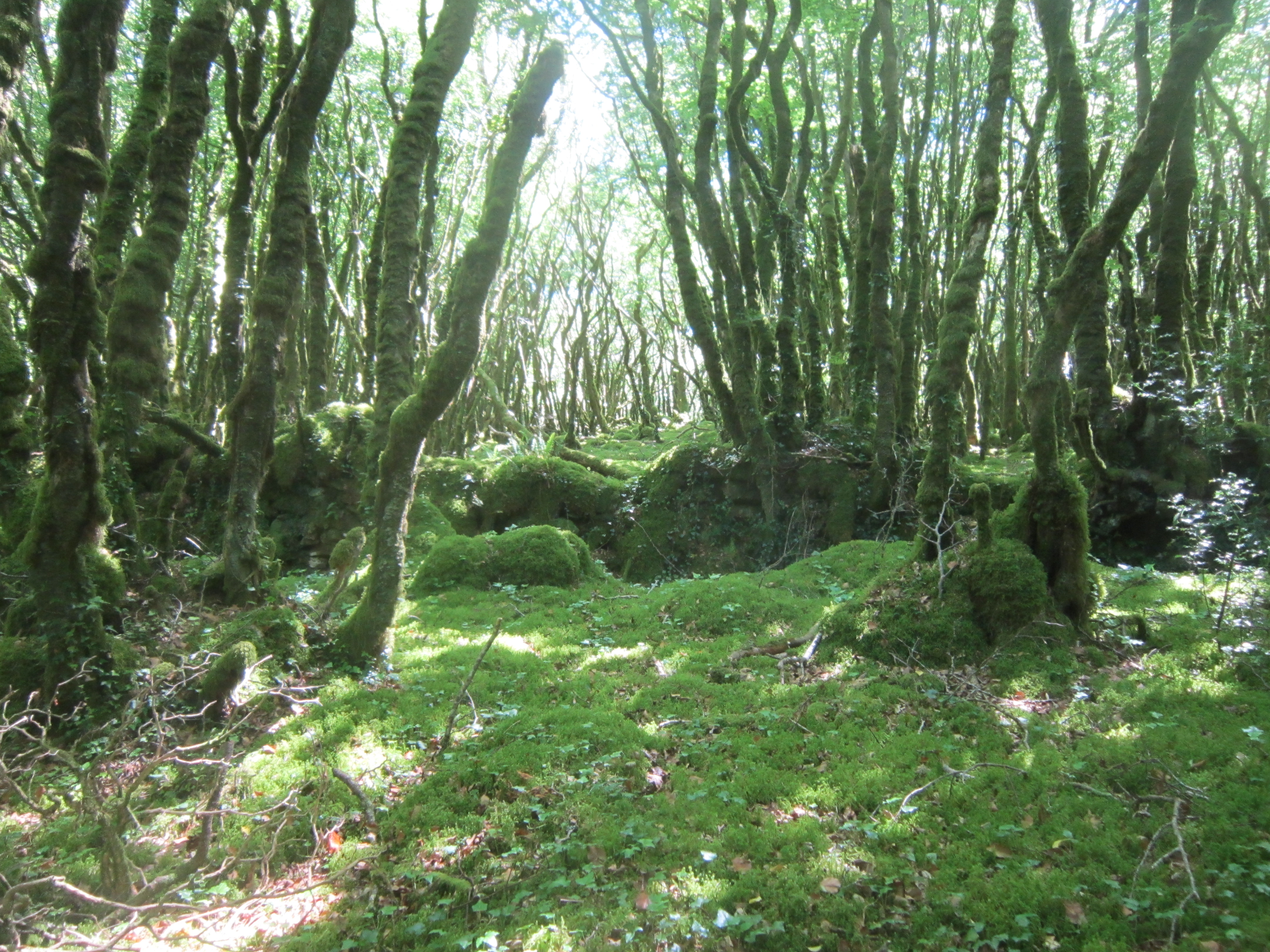
La forêt du Duc, une forêt moussue 4.

La majeure partie du territoire communal est constituée par la partie orientale de la plaine du Porzay, laquelle s'ouvre sur la Baie de Douarnenez. La partie située en Quéménéven est en pente douce vers le nord (les altitudes étant vers 120 - 150 mètres au pied de la Forêt du Duc et s'abaissant jusqu'à moins de 100 mètres en allant vers le nord de la commune et descendant même à l'est de la commune dans la vallée du Steïr jusqu'à une soixantaine de mètres (70 mètres au moulin de Pont Lez situé dans la vallée d'un affluent du Steïr) au nord-est du territoire communal et même jusqu'à 54 mètres seulement à l'extrémité sud-est de la commune là où le Steïr quitte le finage communal. Le bourg de Quéménéven est vers 90 mètres d'altitude.
De nombreuses rivières, dont le bassin hydrographique alimente le Steïr, prennent leur source dans la commune. Le Steïr, lui-même affluent de rive droite de l'Odet à Quimper, traverse le territoire de Quéménéven en formant, dans son cours supérieur, une frontière naturelle avec la commune de Cast, avant de traverser la partie est de la commune dont la limite orientale est constituée par le Ruisseau du Moulin du Duc, qui sépare Quéménéven de Landrévarzec, et est un affluent de rive droite du Steïr. À l'extrémité occidentale de la commune le Lapic, un minuscule fleuve côtier qui se jette dans la Baie de Douarnenez au niveau de l'anse de Tréfeuntec (en Plonévez-Porzay), et un de ses affluents qui coule au pied de la Forêt du Duc, ont leur source.
Les prairies humides, parfois marécageuses, résultant de cette profusion de petites rivières, sont favorables aux pâturages. Si l'élevage bénéficie de ces prairies abondantes, l'agriculture n'est pas en reste avec la culture de céréales, pommes de terre, maïs et autres légumineuses.

### Géologie
On trouve « autour de Quéménéven, divers lits interstratifiés de roches schisteuses amphiboliques » d'époque cambrienne.

### Climat
Pour des articles plus généraux, voir Climat de la Bretagne et Climat du Finistère.
En 2010, le climat de la commune est de type climat océanique franc, selon une étude du CNRS s'appuyant sur une série de données couvrant la période 1971-2000. En 2020, Météo-France publie une typologie des climats de la France métropolitaine dans laquelle la commune est exposée à un climat océanique et est dans la région climatique  Bretagne orientale et méridionale, Pays nantais, Vendée, caractérisée par une faible pluviométrie en été et une bonne insolation. Parallèlement l'observatoire de l'environnement en Bretagne publie en 2020 un zonage climatique de la région Bretagne, s'appuyant sur des données de Météo-France de 2009. La commune est, selon ce zonage, dans la zone « Monts d'Arrée », avec des hivers froids, peu de chaleurs et de fortes pluies.
Pour la période 1971-2000, la température annuelle moyenne est de 11,3 °C, avec  une amplitude thermique annuelle de 11 °C. Le cumul annuel moyen de précipitations est de 1 136 mm, avec 15,9 jours de précipitations en janvier et 8,5 jours en juillet. Pour la période 1991-2020, la température moyenne annuelle observée sur la station météorologique la plus proche, située sur la commune de Saint-Ségal à 13 km à vol d'oiseau, est de 11,8 °C et le cumul annuel moyen de précipitations est de 1 126,1 mm,. Pour l'avenir, les paramètres climatiques de la commune estimés pour 2050 selon différents scénarios d’émission de gaz à effet de serre sont consultables sur un site dédié publié par Météo-France en novembre 2022.

### Habitat

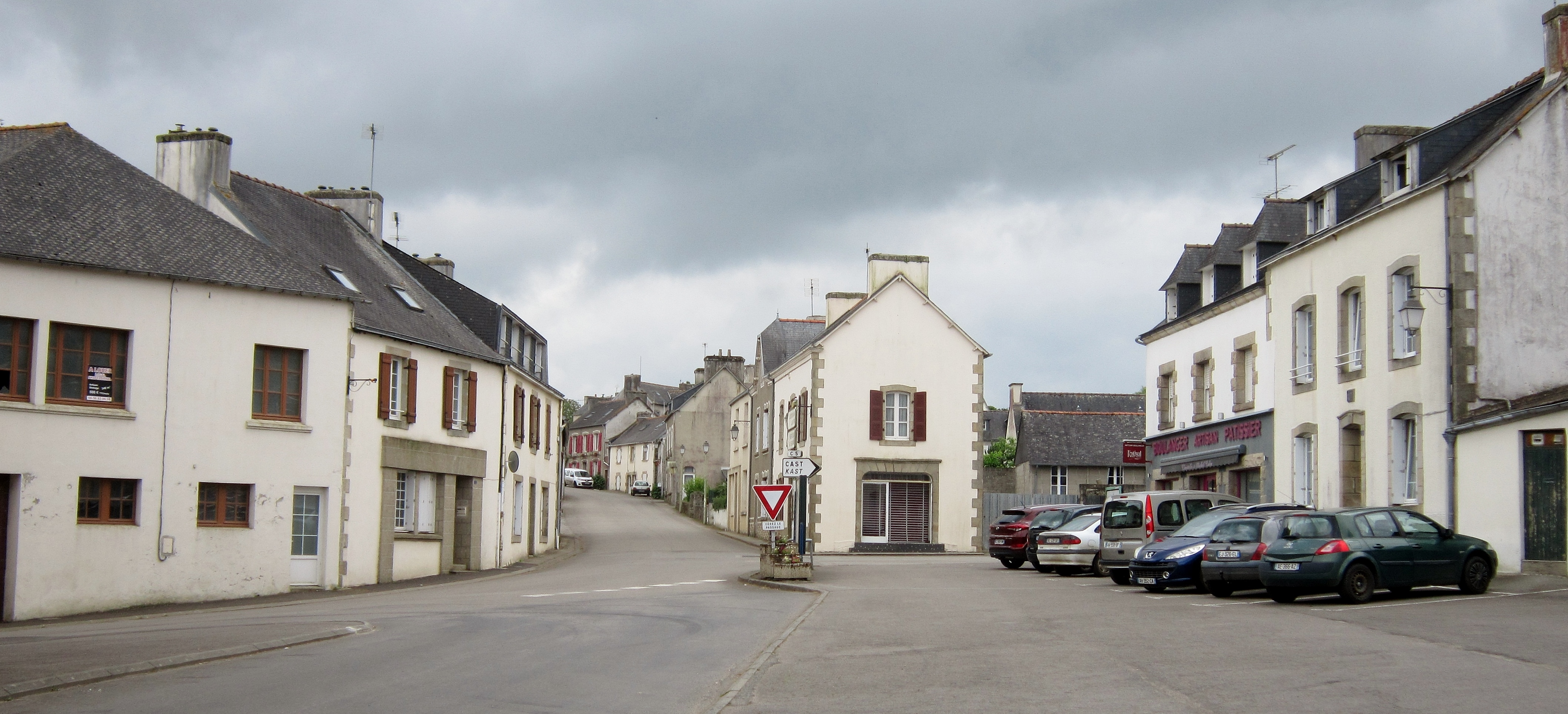
Le bourg de Quéménéven.

La commune présente traditionnellement un paysage de bocage avec un habitat dispersé constitué de nombreux écarts formés de hameaux et fermes isolées, avec toutefois trois principaux noyaux de peuplement :
- le Bourg, chef-lieu de la commune ;
- la Gare, hameau situé à 3 km du Bourg, constitué autour de la gare de Quéménéven créée lors du développement des chemins de fer dans les années 1860, après la construction de la ligne Quimper-Brest ; le hameau a compté jusqu'à 6 bars, ainsi qu'une salle de danse.
- Kergoat, hameau situé à l'ouest de la commune, entre Locronan et Cast, à 4 km à l'ouest du Bourg.

### Transports

#### La voie ferrée Brest-Quimper

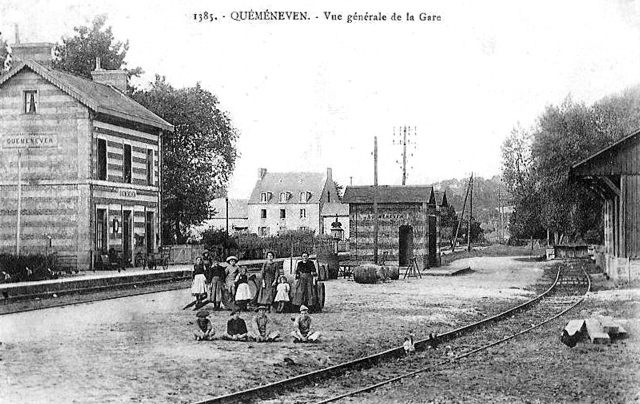
La gare de Quéménéven au début du XXe siècle.

La ligne ferroviaire à voie unique allant de Quimper à Landerneau, puis Brest, fut construite par la Compagnie du chemin de fer de Paris à Orléans sous le nom de ligne de Savenay à Landerneau et inaugurée, pour le tronçon allant de Quimper à Châteaulin et passant par Quéménéven le 12 décembre 1864. La gare de Quéménéven est désormais fermée.

#### Le réseau routier
La commune n'est desservie que par des routes secondaires, même si l'ancienne Route nationale 170, actuelle D 770 passait non loin des confins orientaux de la commune sur le territoire des communes de Landrévarzec et Cast.
La D 61 venant de Landrévarzec dessert le quartier de la Gare avant de traverser le bourg, puis Kergoat, avant de poursuivre son itinéraire en direction de Plonévez-Porzay ; mais la route principale traversant la commune est la D 7 qui vient de Cast et traverse Kergoat avant de se diriger vers Locronan.

## Urbanisme

### Typologie
Au 1er janvier 2024, Quéménéven est catégorisée commune rurale à habitat dispersé, selon la nouvelle grille communale de densité à 7 niveaux définie par l'Insee en 2022.
Elle est située hors unité urbaine. Par ailleurs la commune fait partie de l'aire d'attraction de Quimper, dont elle est une commune de la couronne,. Cette aire, qui regroupe 58 communes, est catégorisée dans les aires de 200 000 à moins de 700 000 habitants,.

### Occupation des sols

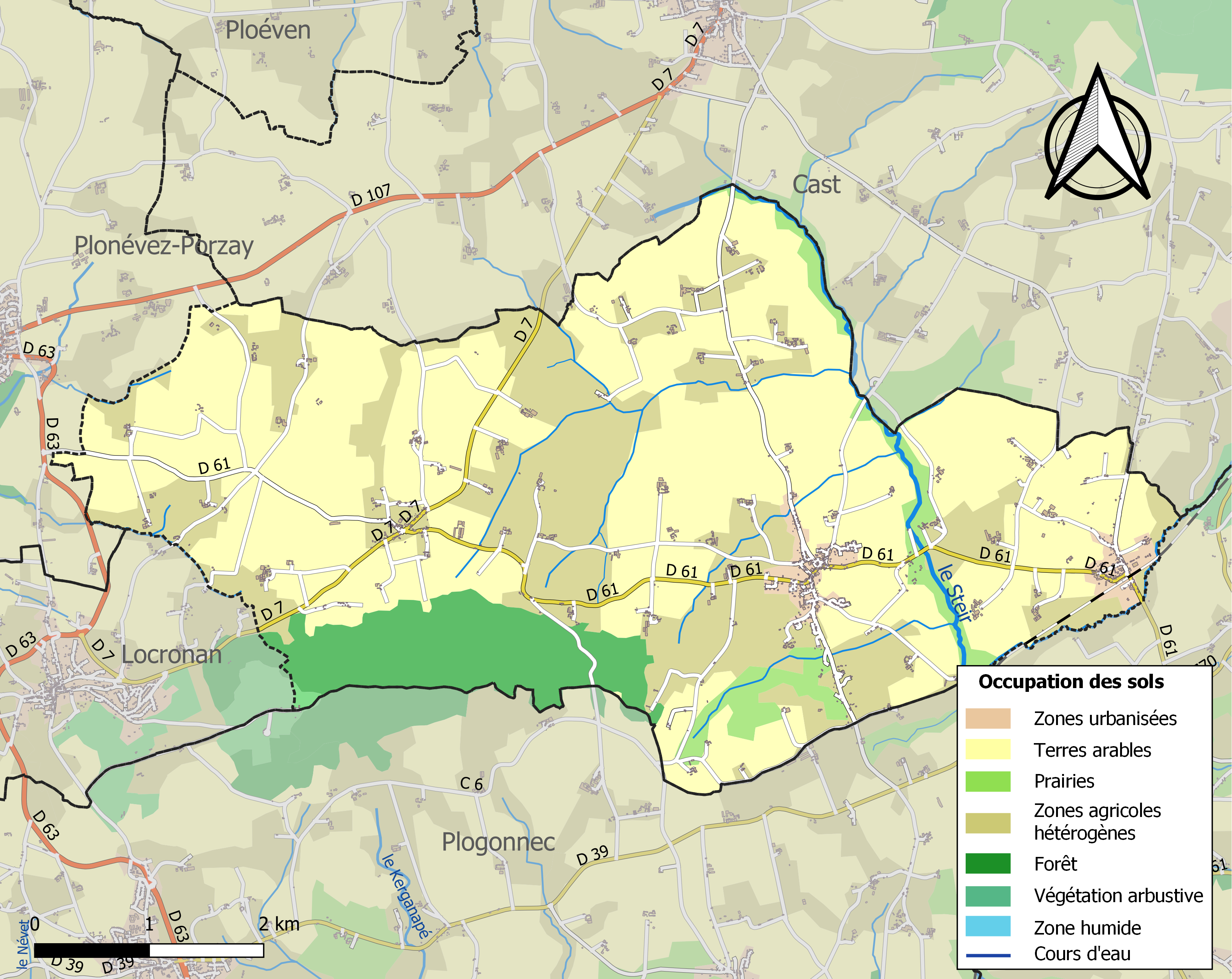
Carte des infrastructures et de l'occupation des sols de la commune en 2018 (CLC).

L'occupation des sols de la commune, telle qu'elle ressort de la base de données européenne d’occupation biophysique des sols Corine Land Cover (CLC), est marquée par l'importance des territoires agricoles (89,9 % en 2018), une proportion sensiblement équivalente à celle de 1990 (90,1 %). La répartition détaillée en 2018 est la suivante : 
terres arables (57,3 %), zones agricoles hétérogènes (28,4 %), forêts (7,7 %), prairies (4,1 %), zones urbanisées (2,2 %), milieux à végétation arbustive et/ou herbacée (0,2 %).
L'IGN met par ailleurs à disposition un outil en ligne permettant de comparer l’évolution dans le temps de l’occupation des sols de la commune (ou de territoires à des échelles différentes). Plusieurs époques sont accessibles sous forme de cartes ou photos aériennes : la carte de Cassini (XVIIIe siècle), la carte d'état-major (1820-1866) et la période actuelle (1950 à aujourd'hui).

## Toponymie
Le nom de la commune en breton est Kemeneven, souvent prononcé localement [ken've:n].
Le nom de la localité est attesté sous les formes Kemenet Maen en 1267 et 1296, Kemenetvaen en 1368, Kemenet Maen en 1378, Kaemenet Vaen en 1384, Quemenevean en 1516, Quemeneven et Quemenemaen en 1536, Quemenevan en 1574, Quemenevain en 1599 et Quemeunan en 1630.
Selon une première hypothèse, le nom "Quéménéven" viendrait du breton kemenet (« portion de territoire ») et du nom du seigneur Maen. Le mot breton kemenet a le même sens que le mot latin commendatio, signifiant à l'origine « recommandation, faire-valoir ». Le terme désigne par extension la subdivision territoriale dont le commandement est confié à un vassal. C'est par exemple le cas pour la commune de Guémené-sur-Scorff (Morbihan), pour l'archidiaconé de Quéménet-Ily en Léon ou pour le Kemenet-Héboé, qui était au Moyen Âge une grande seigneurie de l'ouest du comté de Vannes.
Les seigneurs de Léon, et avant les vicomtes de Léon, possédaient, outre le Kemenet, Coet-Squirriou, une motte féodale abritant une châtellenie des vicomtes du Léon enclavée dans le comté de Cornouaille au XIIe siècle, située sur le territoire de la paroisse de Quemeneven, limitrophe de Locronan, au nord-est. En effet, à la fin de l’Ancien Régime, le Kemenet s’étendait sur onze paroisses situées entre la montagne de Locronan, la rive droite de l’Odet, la rivière d’Audierne (Goyen ) et la mer. Ainsi, Quéménéven (Kemenet-Maen, dans le compte de 1368 du pouillé de Tours pour le diocèse de Cornouaille) se trouvait séparée du Kemenet par le territoire de Locronan, prieuré de l’abbaye Sainte-Croix de Quimperlé . Le siège du Kemenet-Even se trouvait à Penhars d’après une déclaration au roi datée de 1681. Toutefois d'après G. Bernier, c’est Kaer-Huel en Plomelin, cité dans la charte de Hoël (Kaer Uhel in Kemmenet) et qui serait Ker-Huel-Bodivit, dans la seigneurie de Bodivit, qui en aurait été le siège. Le Quéménet-Even, serait alors à l'origine du nom de la commune de Quéménéven (car il aurait appartenu à Even, comte de Léon au Xe siècle, puis à sa descendance).
Une autre hypothèse a toutefois été émise par le chanoine Henri Pérennès : selon lui Quéménéven voudrait dire "terre appartenant en fief à saint Maën", assimilé à saint Méen, devenu le patron de la paroisse (ce saint aurait été par la suite remplacé par saint Ouen par volonté du clergé de remplacer les saints bretons, non reconnus par Rome, par des saints officiels de la religion catholique). Cette hypothèse est reprise par Hervé Abalain pour qui Quemenetmaen dans les anciens titres, signifie « terre appartenant en fief à saint Maen ou Méen.
Le nom breton de la localité est Kemenven ou Kenven.

## Histoire

### Préhistoire et Antiquité
Le territoire de Quéménéven est habité et cultivé depuis des millénaires, comme le prouve quelques vestiges archéologiques, telle cette tombe de l'âge du bronze découverte à Kérimenton en 1953, ou encore un menhir enfoui retrouvé sur les terres de Kerhuon en 1965 et datant du Néolithique. La toponymie garde parfois le souvenir de ces monuments mégalithiques. Ainsi le village de Leslia, qui signifie « la cour ou la résidence du dolmen (lia) ».
Armand du Châtellier signale la présence d'un « camp quadrangulaire à angles arrondis, de 60 et 40 mètres de côté, au pied du Bois du Duc, situé en Quéménéven sur le bord du chemin de Locronan à Cast » (actuelle D 7).
Une voie romaine, venant de'Civitas Aquilonia (Quimper) et se poursuivant vers Cast, Châteaulin, Le Faouet Vorganium, traversait le territoire actuel de Quéménéven. Une autre, venant de Vorgium (Carhaix) via La Madeleine (en Briec), traversait le Steïr près de Meil ar C'hastell et, par Kerretz, Plogonnec et Le Juch, parvenait à Douarnenez. Six urnes funéraires groupées furent trouvées en 1889 près du château de Tréfry et à proximité de cette voie romaine, ce qui témoigne de l'existence d'une villa proche.

### Moyen Âge
Avant de devenir une paroisse indépendante, Quéménéven a fait partie successivement de la paroisse de l'Armorique primitive de Ploéven , dont serait provenue la  paroisse de Plonévez-Porzay ; la paroisse de Quéménéven serait elle-même issue de celle-ci à la suite d'un démembrement intervenu vers le XIe siècle.
Jean-Baptiste Ogée écrit qu'en 1420 les maisons nobles de Quéménéven étaient « le manoir du Pouldu, appartant à Pierre Tregoret ; Gomalon, Coetquiriou, Kerlegouan, Pontigou, le Huc, Penancoët et Pencoët ».
Le château ou manoir de Pontlez, une maison forte garnie de tourelles et de meurtrières, se trouvait à presque deux kilomètres au nord du bourg de Quéménéven, le long de la route de Cast. C'était une sergenterie féodée de la cour de Châteaulin et un fief de haute justice, appartenant à Geoffroy de Pontlez lors de la réformation de 1426. Son héritière, Aliz de Pontlez, épousa Guillaume Le Gentil, seigneur de Barvédel ; en 1536 Jean Le Gentil, seigneur de Pontlez, fut bailli de Quimper. Un marquis de Pontlez a laissé une réputation détestable de brutalité ; il aurait notamment tué avec une arbalète l'huissier venu lui apporter une sommation à comparaître devant le procureur de Châteaulin ; parti en exil pour éviter d'être condamné, la légende raconte que le squelette du marquis revint, porté par son cheval, afin qu'il obtienne une sépulture chrétienne dans l'enfeu de la famille en l'église de Quéménéven, mais son fantôme aurait continué à venir hanter le manoir de Pontlez jusqu'à ce qu'un recteur de Quéméneven, afin de conjurer le revenant, le jeta dans l'étang du manoir. Louis Le Guennec écrit en 1930 que des restes du manoir subsistent, inclus dans les murs de la ferme de Pontlez, ainsi que quelques ruines de l'ancien moulin seigneurial. Anatole Le Braz raconte aussi cette histoire semi-légendaire dans La légende de la mort chez les Bretons armoricains, livre publié en 1902.
Une ancienne seigneurie de Quéménéven était celle de Coëtquiniou (ou Coatsquiriou).

### Époque moderne
Lors des Guerres de la Ligue, en décembre 1593, après avoir saccagé la ville du Faou, « pendant quinze jours, les paroisses de Châteaulin, Plomodiern, Plounévez, Quéménéven, Locronan, furent en quelque sorte saignées à blanc par une soldatesque effrénée. Les brigands "raflèrent" tout ce qu'ils rencontrèrent, ne laissant après eux "que ce qui était trop chaud ou trop pesant" ». Ces troupes de soldats brigands étaient commandées par Anne de Sanzay de la Magnane, capitaine du duc de Mercœur, qui avait obtenu la permission de passer avec ses troupes par Châteaulin.
Le 9 juin 1675, à Briec et dans les environs, a lieu un épisode de la Révolte du papier timbré, connue aussi sous le nom de "Révolte des Bonnets Rouges" :

« (...) À Briec (...), le tocsin sonna. De plus de vingt villages des environs, 2 000 paysans, armés de fusils, de fourches, de « bâtons ferrés », c'est-à-dire probablement d'épieux et de piques, se rassemblèrent à l'issue de la messe dans le cimetière. Ils furent harangués par Allain Le Moign, dit le « grand Moign », « caporal » de la trève du Gorresquer [Gorrequer] en Briec, c'est-à-dire d'un hameau avec une chapelle dépendant de la paroisse de Briec, et par Germain Balbouez, « caporal » de la trève de Landudal (...). Qu'est-ce que ce titre de « caporal » ? Signifie-t-il chef élu, ou est-il l'équivalent de « coq de paroisse » (...), ou est-ce un grade dans les milices organisées (...) ? Menés par Le Moign, Balbouez et Laurent Le Quéau, meunier de Quéménéven (...), les paysans entraînant de force leurs prêtres, les recteurs de Briec et d'Edern, marchèrent sur le château de La Boissière, où ils croyaient trouver, chez Monsieur de Kéranstret, le marquis de la Coste et le sieur de la Garenne-Jouan, qu'on disait porteur de la gabelle. Leur but était de massacrer tous ces nobles. Pour ces paysans, tous les nobles étaient des gabeleurs. Ne trouvant pas ceux qu'ils cherchaient, ils défoncèrent les barriques de vin, s'emparèrent des armes et des munitions et mirent le feu au château. »

Les trois meneurs de cette révolte cités dans ce texte furent exclus de l'amnistie accordée le 5 février 1676 par Louis XIV. Laurent Le Quéau fut torturé par le feu à trois reprises puis « exécuté de mort » à Quimper le 17 août 1675 après avoir été jugé par le présidial de Quimper. Lors de son interrogatoire mené par l'avocat du roi Pierre du Disquay, il déclare :

« Le jour du dimanche de la Trinitté [Trinité], au mois de juin dernier, il estoit en sa maison lorsque le toxin [tocsin] fust sonné dans la paroesse de Quéménéven et Saint-Venec [Saint-Vennec] et Briziac [Briec] au poinct du jour (...) accompagné de Jean Louarné, texier, demeurant chez l'interrogé. Interrogé, répond qu'il portoit un fusil et ledit Louarné qui l'accompagnoit une fourche de fer (...), qu'estant à Saint-Venec, il s'y estoit amassé quantité de personnes, tous armés; avec lesquels il alla au bourg de Briziac (...), qu'ayant appris que le sieur de La Garaine-Jouan [La Garenne-Jouan] estoit porteur de la gabelle, lequel ils croioient estre au manoir de la Boixière [Boissière] chez Monsieur de Keranstret, ils résolurent tous ensemble de s'y en aller à dessin de les exterminer, où estant arrivez au nombre de quatre à cinq centz personnes, ils demandèrent le dict La Garaine. (...) Enragés de ne point le trouver, ils demandèrent du vin. (...). Répond qu'ensuite ils étaient tous esprins de vin, apprès quoy il vit le feu (...) dans la crèche (...), dict que le feu fut aussy mis en la grange dudit manoir de La Boixière, (...) dans l'entrée dudict manoir (...), que l'on cassoit et brisoit tout ce que l'on trouvoit dans leur voye. (...) Dict qu'ils se retirèrent ensuitte tous chacun chez soy (...). »

Allain Le Moign et plusieurs autres furent aussi arrêtés et le même texte fournit aussi la retranscription de leurs interrogatoires. On ignore s'ils furent exécutés.
La seigneurie de Kergaradec était une sergentise féodée pour les paroisses de Cast, Quéménéven, Plonévez-Porzay et Locronan-Coatnevet, selon des aveus de 1735 et 1752.
Un arrêt du Conseil du roi en date du 13 mars 1742, « portant règlement pour les Toiles à voiles qui se fabriquent à Lokornan, Poulan, Plonevez, Porzay, Mahalon, Melard, Plomodiern, Ploveren, Saint-Nie, Cast, Quemeneven [Quéménéven], Guengat et autres lieux des environs en Bretagne » ordonne « que les dites Toiles feront marquées aux deux bouts des noms et demeures des fabriquans, ou de ceux qui font fabriquer» et « marquées comme deffus de la marque du bureau [des toiles] ». Vers le milieu du XVIIIe siècle on  dénombrait 150 métiers à tisser à Locronan, 55 à Plonevez-Porzay, 36 à Quéménéven, 30 à Cast, 24 à Guengat, 20 à Ploéven, etc...
En 1759, une ordonnance de Louis XV ordonne à la paroisse de Quemeneven [Quéménéven] de fournir 23 hommes et de payer 150 livres pour « la dépense annuelle de la garde-côte de Bretagne ».
Jean-Baptiste Ogée décrit ainsi Quéménéven en 1778 :

« Quemeneven ; à 3 lieues au Nord de Quimper, son évêché ; à 39 lieues de Rennes et à 1 lieue un quart de Châteaulin, sa subdélégation et son ressort. On y compte 1 200 communiants ; la cure est à l'ordinaire. Des coteaux, des montagnes, des vallons, des terres excellentes, des prairies, des landes et la forêt au Duc, qui peut avoir trois lieues de circuit ; voilà ce qu'on remarque dans ce territoire. (...). »

### Révolution française
Michel-François Le Gall, recteur de Quéménéven entre 1788 et 1792, prêta le serment de fidélité à la Constitution civile du clergé, devenant donc prêtre assermenté.
Par la loi du 12 août 1792, Quéménéven devint une simple succursale de la paroisse de Locronan et perdit au profit de celle-ci « les villages de Mesaudren [Mézaudren], la Villeneuve [Kernévez], Trobalo, Bourlan-Bihan, Thyhoc, Kerflons [Kerflouz] et leurs dépendances ». Cette même loi précise que « la chapelle de Kergoat sera conservée comme oratoire, où le curé de Locronan  enverra un prêtre les dimanches et fêtes pour y dire la messe et y faire les instructions spirituelles ». Mais Quéménéven retrouva cette partie de son territoire perdue au profit de Locronan lors de la création de la commune en 1793.
La métairie de Treffry fut vendue comme bien national au citoyen Jean Baptiste de La Roque Trémaria, père de Guillaume de La Roque Trémaria le 19 floréal an II (21 avril 1794) ; il acheta aussi le moulin de Treffry.

### LeXIXesiècle
A. Marteville et P. Varin, continuateurs d'Ogée, décrivent ainsi Quéménéven en 1853 :

« Quéménéven : commune formée de l'ancienne paroisse de ce nom ; aujourd'hui succursale. (...) Principaux villages : Linguez, Kerousaliet, Tréfry, Penfrout, Keromnès, Pennanrun, Kerligonan, Kerast, Kerminguy. Superficie totale 2 781 hectares, dont (...) terres labourables 1 081 ha, prés et jardins 193 ha, vergers et jardins 10 ha, bois 291 ha, landes et incultes 1 054 ha (...). Moulins : 5 (de  Coatsquiriou, de Kerligonan, de Pontlez ; à eau). (...) Il y a en Quéménéven, outre l'église, les chapelles de Saint-Guinolé et de Kergoat. (...) Il y a foire le lundi des Rameaux, le 2 juillet, le 29 août. La route de Quimper à Brest traverse cette commune, courant du sud au nord. Géologie : le grès domine dans toute la partie nord de la commune ; le surplus de celle-ci est sur terrain tertiaire moyen. On parle le breton. »

Le 15 novembre 1856 le journal La Presse écrit que la dysenterie s'est déclarée, il y a environ quinze jours, dans les communes de Quéménéven, Cast, Dinéault et Ploéven. « Il y a eu malheureusement déjà une quarantaine de décès; et soixante-dix ou quatre-vingts personnes sont encore malades ».
Une épidémie de choléra survint entre octobre 1885 et mars 1886 : elle frappa surtout les communes littorales, mais une dizaine de décès survinrent dans des zones intérieures de l'arrondissement de Châteaulin, notamment à Quéménéven.
En 1891, le peintre Jules Breton immortalise le Pardon de Kergoat et sa magnifique chapelle (Musée des beaux-arts de Quimper).
Le manoir de Tréfry, situé sur la commune, est flanqué d’une tourelle provenant de l'ancien château du XVe siècle. Le manoir de Tréfry passe aux mains de la famille De Poulpiquet de Brescanvel en raison du mariage le 10 novembre 1867 à Quéménéven de Jean Marie Césaire de Poulpiquet avec Marie de La Roque Trémaria. Il fut reconstruit par l'architecte quimpérois Joseph Bigot pour Jean Marie Césaire de Poulpiquet, grand-père de Césaire de Poulpiquet. Il s'élève dans un grand parc planté d'arbres d’essences diverses.
Plusieurs vieilles maisons rurales datent du XIXe siècle : Bohars, Kerguéban, Kergrignouz. Ce sont de longues bâtisses en pierre avec grange attenante ; elles s’ouvrent en façade par quatre fenêtres à l’étage et trois au rez-de-chaussée ; le puits est toujours dans la cour. Le manoir de Pont-Guen est une grande bâtisse carrée de la fin du XIXe siècle.

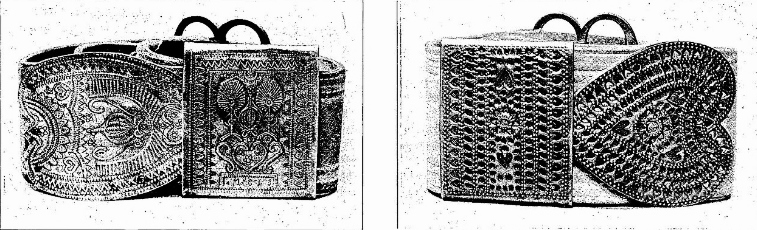
Boucles de ceinture en cuivre ciselé portés traditionnellement par les hommes

Anatole Le Braz dépeint ainsi le costume traditionnel des hommes de Plogonnec et Quéménéven :

« [La ceinture] est en train de disparaître (...) avec les larges braies en toile de chanvre plissée qu'elle avait pour fonction de retenir à la taille. Ces braies, d'un caractère étrangement archaïque, qu'enserraient sur le mollet des guêtres de bure, évasées par en bas et cousues aux boutonnières on pouvait, il y a quelques années encore, les voir porter à des vieillards de Plogonnec ou de Quéménéven, que cet accoutrement singulier, joint à leurs grandes faces osseuses et à leurs longs cheveux pendants, eût fait prendre pour des survivants attardés de la Gallia braccata. Mais, plus que leurs grègues barbares, ce qui achevait de leur donner un air d'Osismes, échappés du temps de Vercingétorix, c'était l'antique ceinture, d'une ampleur de baudrier, qui leur barrait le ventre de son épaisse bande de cuir brut, découpée, eût-on dit, dans une peau d'aurochs, et terminée aux deux bouts par des plaques de cuivre ciselé dont l'une, en forme de cœur, s'emboîtait dans l'autre, en forme de boucle. On la concevait très bien garnie de tout un appareil de guerre des âges préhistoriques, glaive écourté, coutelas emmanché dans de la corne de cerf, hachette à double tranchant. Les artisans à qui on la commandait étaient de simples bourreliers de village. J'ai connu à Kerlaz, au pied de la montagne de Locronan, un des curieux représentants de cette corporation désuète : il se faisait un point d'honneur d'avoir confectionné dans sa vie autant de buffleteries pour homme que de colliers pour chevaux. (...). »

Jules Breton qualifie en 1887 Quéménéven de « gros bourg sauvage et mercantile » qui « lance des colporteurs, beaux hommes dont pas un n'oserait se montrer, sinon vêtu de brun ».
Un rapport du Conseil général du Finistère indique en août 1880 que Quéménéven fait partie des 27 communes de plus de 500 habitants du Finistère qui n'ont encore aucune école de filles.
En 1891, des conseillers municipaux et des habitants demande la création d’une école à Kergoat.
L’inspection académique y est favorable mais la municipalité la refuse.
En novembre et décembre 1898 une épidémie de scarlatine frappa une quarantaine d'élèves des écoles communales de Cast et touchant aussi des adultes, provoquant quelques décès. Les écoles furent fermées temporairement. Quelques cas survinrent aussi dans les communes voisines de Plomodiern et Quéménéven, dont quelques enfants fréquentaient les écoles de Cast.

### LeXXesiècle

#### La Belle Époque
En 1900, une publicité des Chemins de fer de l'Ouest et d'Orléans indique que quatre trains partant de Brest à destination de Nantes via Quimper desservaient la gare de Quéménéven (à 10 h 56, 13 h 30, 15 h 40 et 19 h 39, parvenant à Nantes environ 7 heures plus tard) et quatre aussi dans l'autre sens (à 7 h 2, 14 h 13, 18 h 48, 20 h 18, parvenant à Brest environ 2 heures plus tard).
En 1902 Alfred Hervieu, maire de Quéménéven, fit partie des douze maires de l'arrondissement de Châteaulin qui protestèrent contre l'obligation qui leur était faite de signaler aux autorités si le clergé de leur commune continuait à utiliser la langue bretonne dans leurs prêches.
Le 14 août 1907 un train express venant de Brest dérailla à l'entrée du tunnel de Plogonnec, non loin de la gare de Quéménéven ; la machine tomba sur le côté droit de la voie, le tender alla s'abattre dans un ravin et la première voiture de voyageurs resta suspendue dans le vide, deux autres furent renversées ; trois employés furent blessés grièvement et cinq voyageurs plus légèrement.

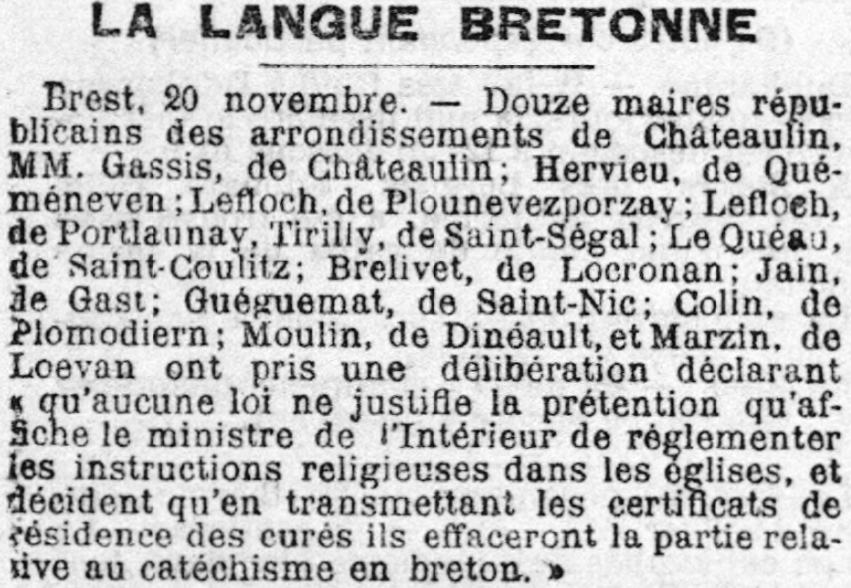
Protestation de 12 maires de l'arrondissement de Châteaulin (dont le maire de Quéménéven) qui déclarent refuser d'indiquer sur les certificats de résidence des curés s'ils utilisent la langue bretonne lors de l'instruction religieuse (catéchisme, sermons).
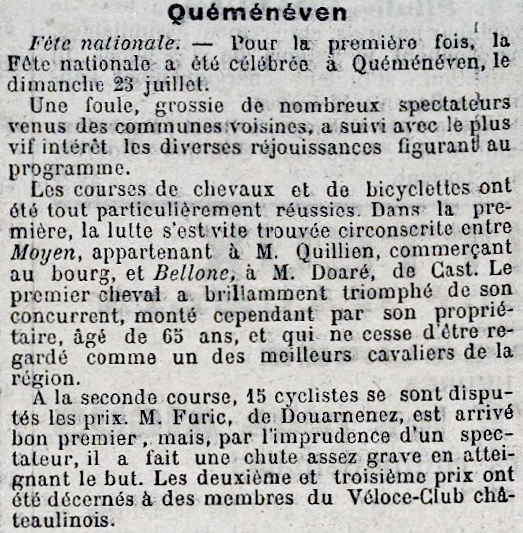
La première célébration de la Fête nationale à Quéménéven le 23 juillet 1905 (journal La Dépêche de Brest et de l'Ouest).
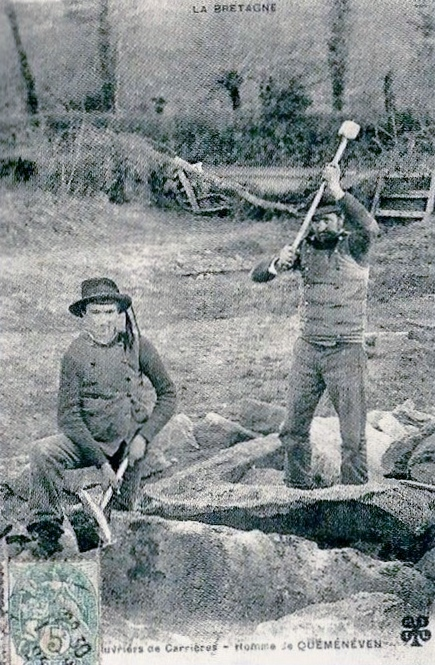
Tailleurs de granite à Quéménéven vers 1910 (carte postale).

En 1911 les biens de la fabrique de Quéménéven, qui étaient placés sous séquestre sont , à défaut de bureau de bienfaisance, attribués à la commune de Quéménéven. Un bureau de bienfaisance est créé dans la commune par un décret du 23 mai 1914.

#### La Première Guerre mondiale

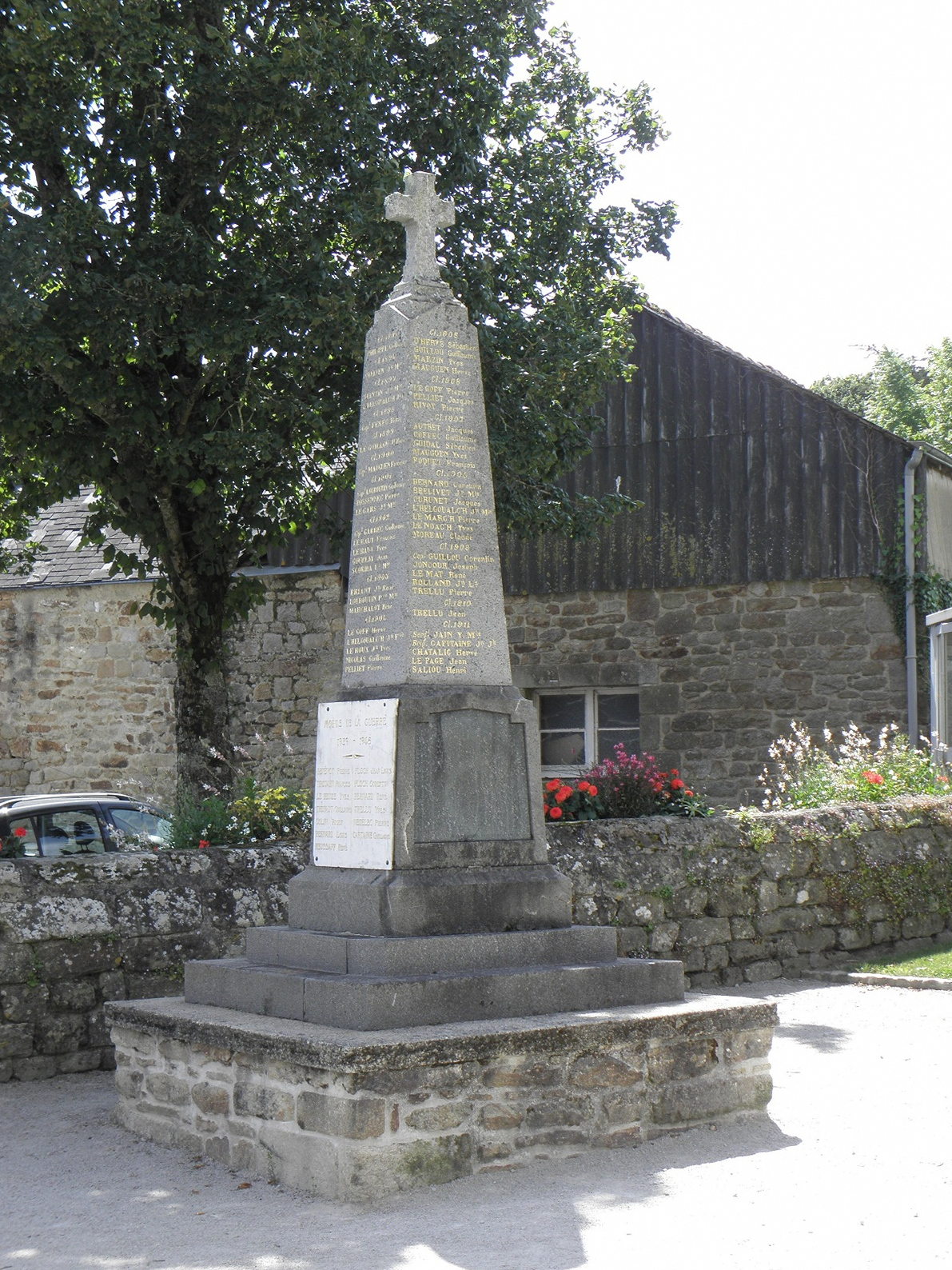
Le monument aux morts de Quéménéven.

Plusieurs familles belges furent réfugiées à Quéménéven pendant la Première Guerre mondiale.
Le monument aux morts de Quéménéven porte les noms de 89 soldats et marins morts pour la France pendant la Première Guerre mondiale ; parmi eux six sont morts en Belgique dont 5 dès le 21 ou le 22 août 1914 (Alain Daigné à Arsimont, Jacques Curunet et Pierre Pennaneach à Maissin, Pierre Bossennec et Jean Sévère à Rossignol, Jean Trellu à Paliseul) ; Jean Louis Cariou, matelot canonnier, est disparu en mer lors du naufrage du croiseur cuirassé Amiral-Charner le 8 février 1916 ; Yves Jain a été tué le 15 août 1918 en Italie, ; Joseph L'Helgoualc'h a été tué en Macédoine le 19 septembre 1918 et Pierre Cornic est mort en Serbie le 23 octobre 1918, tous deux dans le cadre de l'Expédition de Salonique ; la plupart des autres ont été tués sur le sol français. Cinq (Pierre Le Bleis, Pierre Louboutin, Pierre Magueur, René Marchalot et Pierre Pelliet) ont été décorés à la fois de la Médaille militaire et de la Croix de guerre ; sept (Guillaume Coffec, Pierre Cornic, Guillaume Garrec, Yves Jain, Joseph Lelgoualc'h, Jean Marie Le Floch et Fançois Rivoy) de la Croix de Guerre.

#### L'Entre-deux-guerres

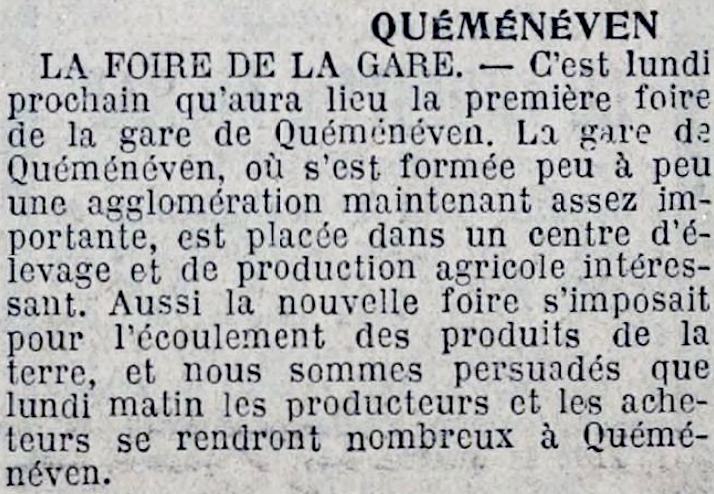
Article du journal La Dépêche de Brest et de l'Ouest annonçant la première foire organisée à la gare de Quéménéven en 1928.

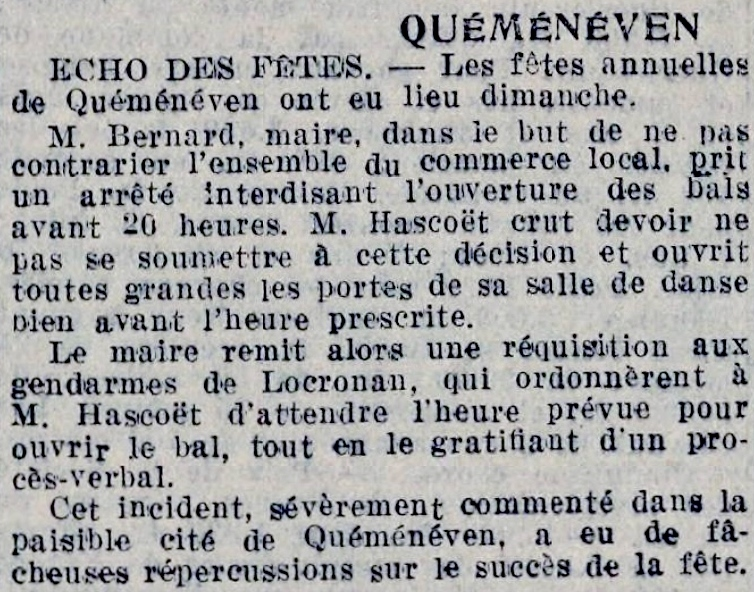
Les fêtes annuelles de Quéménéven en juillet 1933 (journal La Dépêche de Brest et de l'Ouest du 19 juillet 1933.

Le monument aux morts de Quéménéven fut inauguré le 3 octobre 1920. La commune fit le choix de l'implanter sur le placître de la chapelle Notre-Dame de Kergoat.
Un club de football, l'US Quéménévenoise, existait déjà pendant l'Entre-deux-guerres. En fait les premiers matchs de football furent même organisés dès 1912 : « Dimanche dernier se sont rencontrées, à Pont-de-Buis, les équipes récemment formées de Pont-de-Buis et de Quéménéven. (...) Ce premier essai montre que le football commence à s'implanter dans nos campagnes » écrit le journal La Dépêche de Brest et de l'Ouest le 12 avril 1912. En juillet 1940 le club prit le nom d'"Union sportive quéménévoise".
Une foire fut organisée pour la première fois en 1928 à la gare de Quéménéven. Deux foires annuelles étaient organisées, l'une le lundi de Pentecôte, l'autre le dernier lundi de novembre au bourg de Quéménéven. La municipalité demanda en 1935 qu'elles soient désormais organisées le deuxième mardi d'avril et le quatrième mardi de septembre.

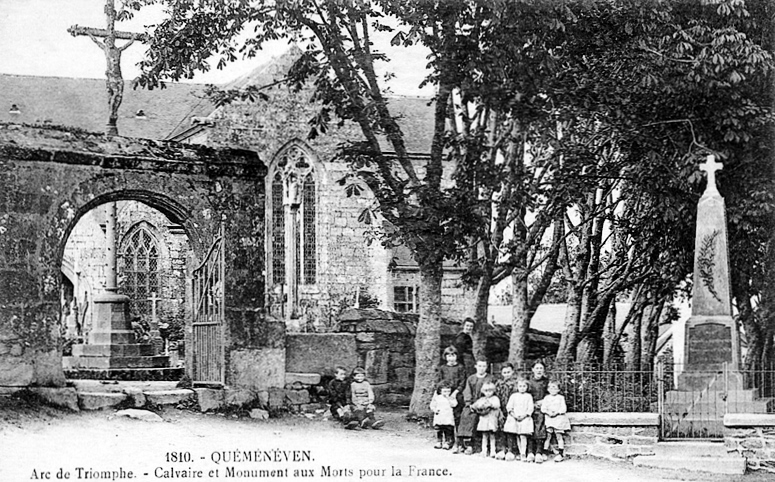
Quéménéven : l'arc de triomphe, le calvaire et le monument aux morts vers 1925.
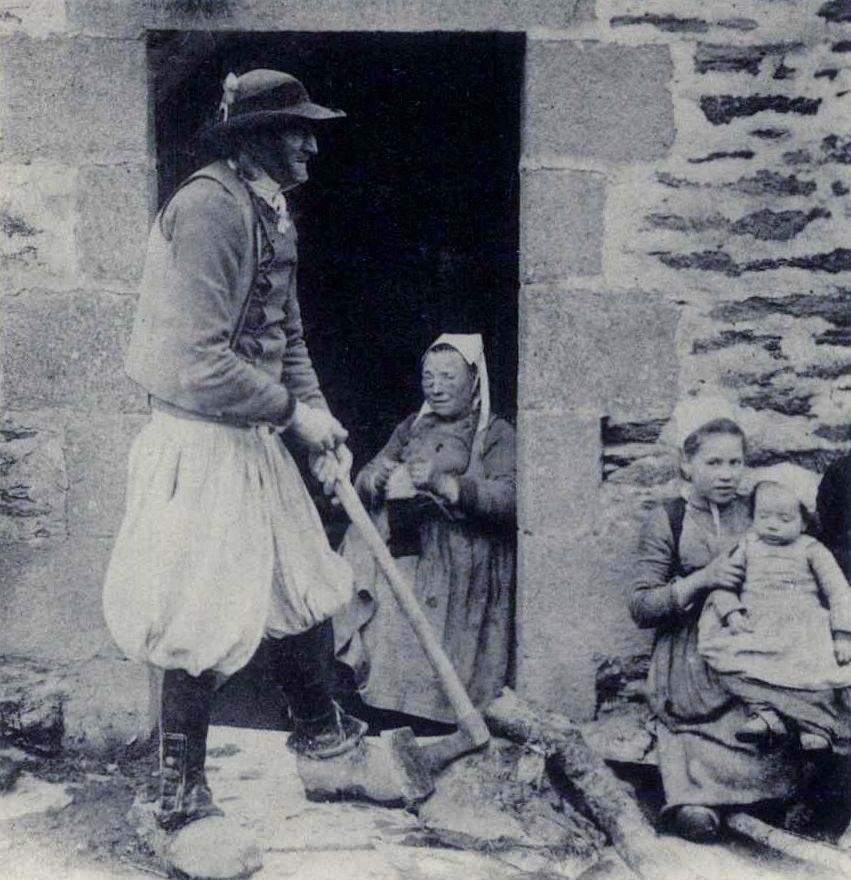
Paysans de Quéménéven vers 1925 (carte postale Émile Hamonic, vers 1925).
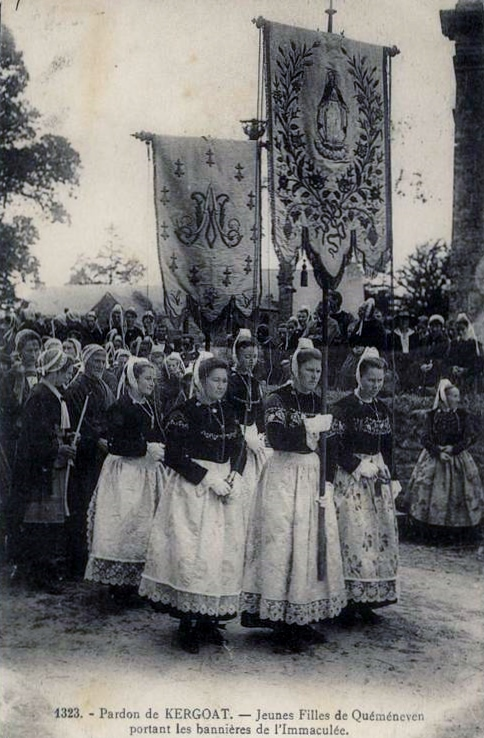
Jeunes filles de Quéménéven pendant la procession du pardon de Notre-Dame de Kergoat (carte postale, auteur inconnu).
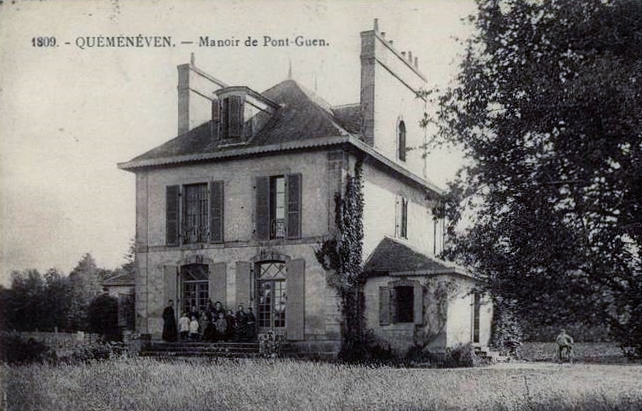
Le manoir de Pont-Guen vers 1930 ; il servit un temps de colonie de vacances pendant l'Entre-deux-guerres (carte postale, auteur inconnu).

52 réfugiés républicains espagnols furent hébergés à Quéménéven à partir de 1939.

#### La Seconde Guerre mondiale
Quéménéven faisait partie de la zone interdite pendant l'Occupation.
Le 23 février 1941 un avion de la Royal Air Force jeta six bombes dans un champ de Quéménéven.
Le manoir de Tréfry a joué un rôle important pendant la Seconde Guerre mondiale en étant un point de relais d'une filière d’évasion d’aviateurs alliés, décrite par le colonel Rémy dans "La maison d'Alphonse". Les propriétaires Geneviève et Césaire de Poulpiquet faisaient partie du réseau Pat Line, dit aussi (Pat O'Leary. Ils ont été aidés dans leur tâche par la famille Hascoët/Hénaff de Quéméneven dont trois membres sont décédés en déportation : Jean René (décédé le 15 décembre 1944 en Pologne au camp de concentration de Gross-Rosen), Jean Yves (décédé le 28 mars 1945 au camp de concentration de Dachau) et Marie Anne Hascoët (déportée en Allemagne et morte en Suisse avant son rapatriement le 5 mai 1945).
Daniel Trellu, né le 31 octobre 1919 à Quéménéven, décédé le 22 avril 1998 à Brest, instituteur, dit « lieutenant-colonel Chevalier » dans la Résistance, participa en 1943 à la naissance du maquis de Saint-Nicolas-du-Pélem, puis devint responsable du Front National de Lutte pour la Libération et l'Indépendance de la France dans le Finistère et de l'Organisation spéciale. Sa mère, Anne-Marie Trellu, hébergea clandestinement en décembre 1943 Marcel Dufriche, qui coordonnait alors les activités de résistance en Bretagne. Après la Seconde Guerre mondiale, Daniel Trellu fut professeur de français dans un lycée de Quimper. Il quitta le Parti communiste français en 1984. Il se retira dans une maison d'écluse, à Coz-Kastell (Coz Castel) en Saint-Hernin, sur les bords de l'Aulne (Canal de Nantes à Brest) ; il est décédé le 22 avril 1998 à Brest.
Le monument aux morts de Quéménéven porte les noms de 23 personnes mortes pour la France pendant la Seconde Guerre mondiale, dont résistants : parmi eux, Jean-Louis et Corentin Le Floch, deux frères nés dans le village de Croas-Névez en Quéménéven, furent résistants (organisateurs du maquis de Quéménéven) et déportés en Allemagne, le premier, né en 1919, décédé au camp de concentration de Buchenwald le 20 août 1944 et le second, né en 1922, décédé au camp de concentration d'Ellrich le 1er janvier 1945; René Bernard (décédé au camp de concentration de Neuengamme le 16 janvier 1945), Guillaume Capitaine (décédé dans le même camp le 13 mai 1945), Roger Colin (décédé en déportation à Kutenholz (Allemagne) le 15 avril 1945), Césaire de Poulpiquet (mort en déportation le 5 août 1943), René Heusaf (mort au camp de concentration de Neuengamme le 14 janvier 1945). D'autres (Yves Garrec, François Hascoët, René Le Treut, Pierre Nédélec) sont morts alors qu'ils étaient prisonniers de guerre en Allemagne. Guillaume Mauguen, matelot mécanicien à bord du Dunkerque et Guillaume Thépaut, quartier-maître fusilier à bord du Bretagne, tous deux lors de l'attaque anglaise de Mers el-Kébir le 3 juillet 1940. Yves Trellu est mort le 26 février 1945 « en service aérien commandé » à Biskra (Algérie).
Les quatre occupants de la ferme de Kergariou furent assassinés par des malfaiteurs dans la nuit du 29 au 30 mars 1944.

## Naissances
- Laurent Le Quéau, un des meneurs de la Révolte des Bonnets rouges en 1675.
- Pierre Dornic nait en 1864.
- Jean Crouan, député et résistant.
- François "Fañch" Le Bras, forgeron, n'est pas le père de Daniel, connu sous son nom d'artiste Dan Ar Braz.

## Monuments et sites
- L'église paroissiale Saint-Ouen, dans son enclos paroissial, dédiée à saint Ouen, est reconstruite en 1860-1861, à l'exception du clocher à flèche, qui date de 1786, et du porche du XVIIe siècle. Elle comprend une nef à trois travées avec bas-côtés, un transept et un chœur à chevet plat. Elle possède des statues de saint Méen (en évêque), saint Pierre , saint Guénolé (en bois polychrome, datant du XVIe siècle), saint Enéour , saint Laurent et saint Ouen . Elle est éclairée par un très beau vitrail du XVIe siècle relatant la Passion du Christ. Dans l'enclos paroissial se dresse un haut calvaire en kersanton[86].

Un pardon y est célébré tous les ans le deuxième dimanche de septembre. L'enclos paroissial, partiellement inscrit à l'inventaire supplémentaire des monuments historiques, avec sa porte triomphale, son calvaire et l'église Saint-Ouen.

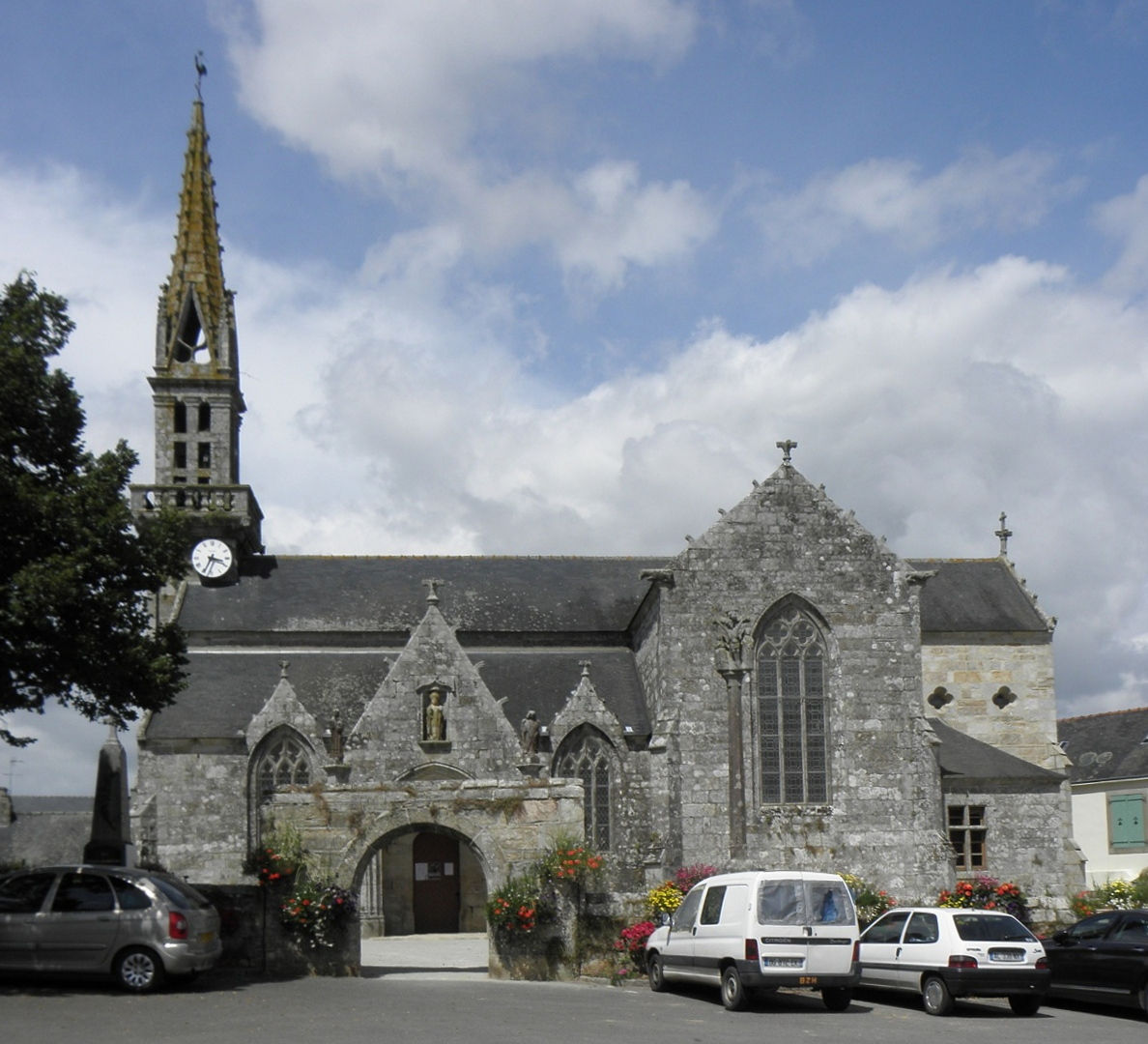
Église paroissiale Saint-Ouen : porte triomphale, calvaire et flanc sud.
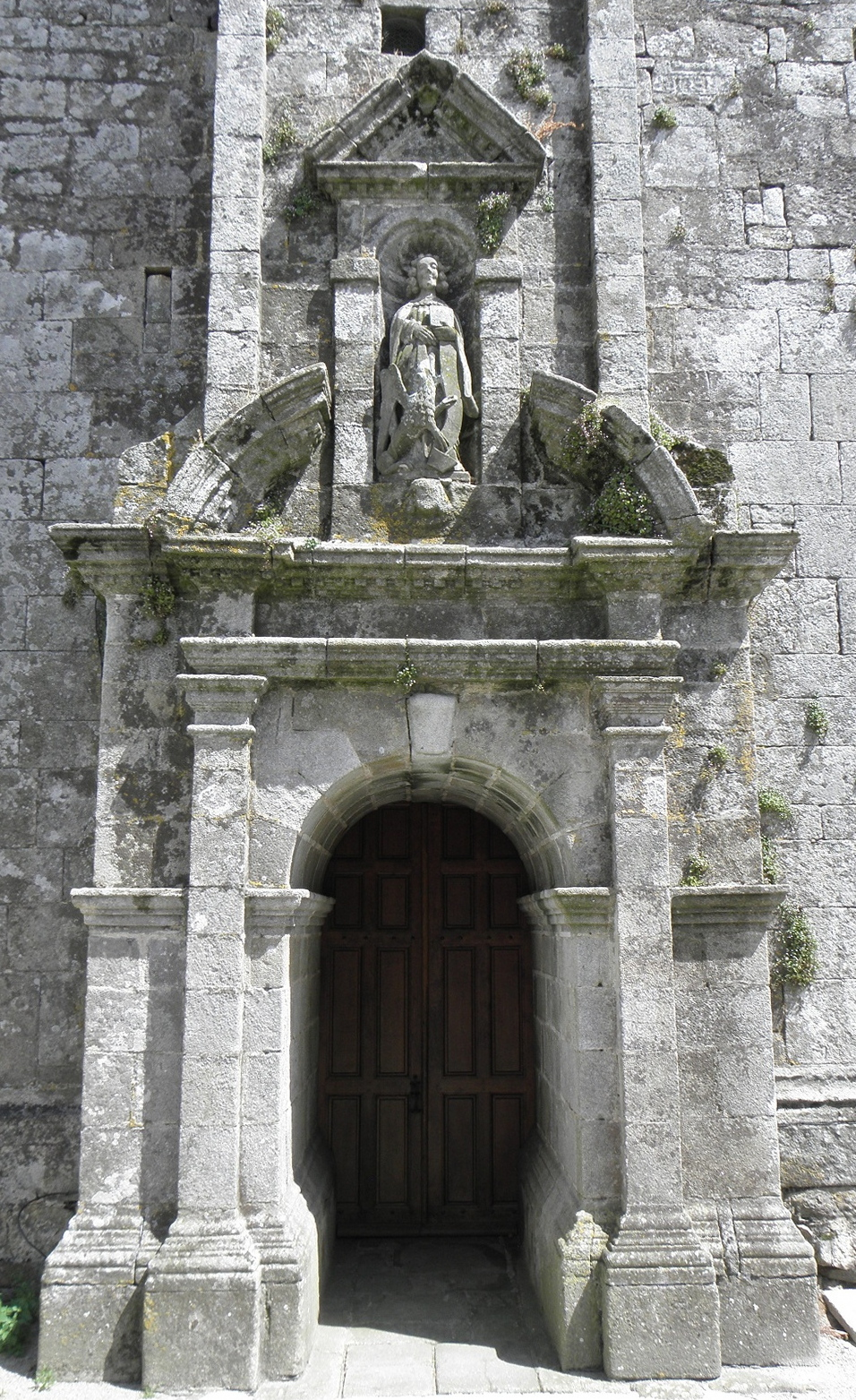
Église paroissiale Saint-Ouen : façad ouest.
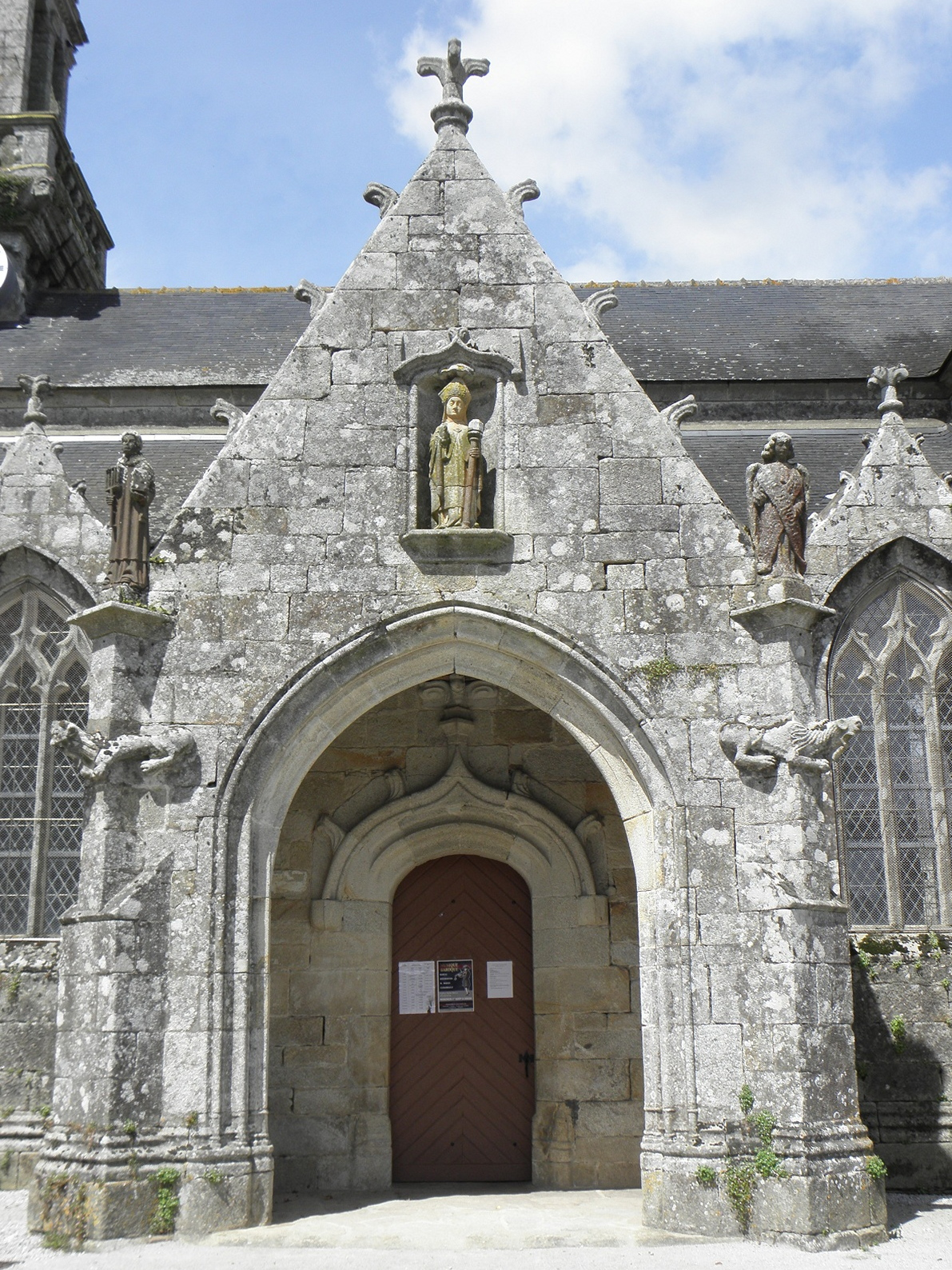
Église paroissiale Saint-Ouen : porche sud.
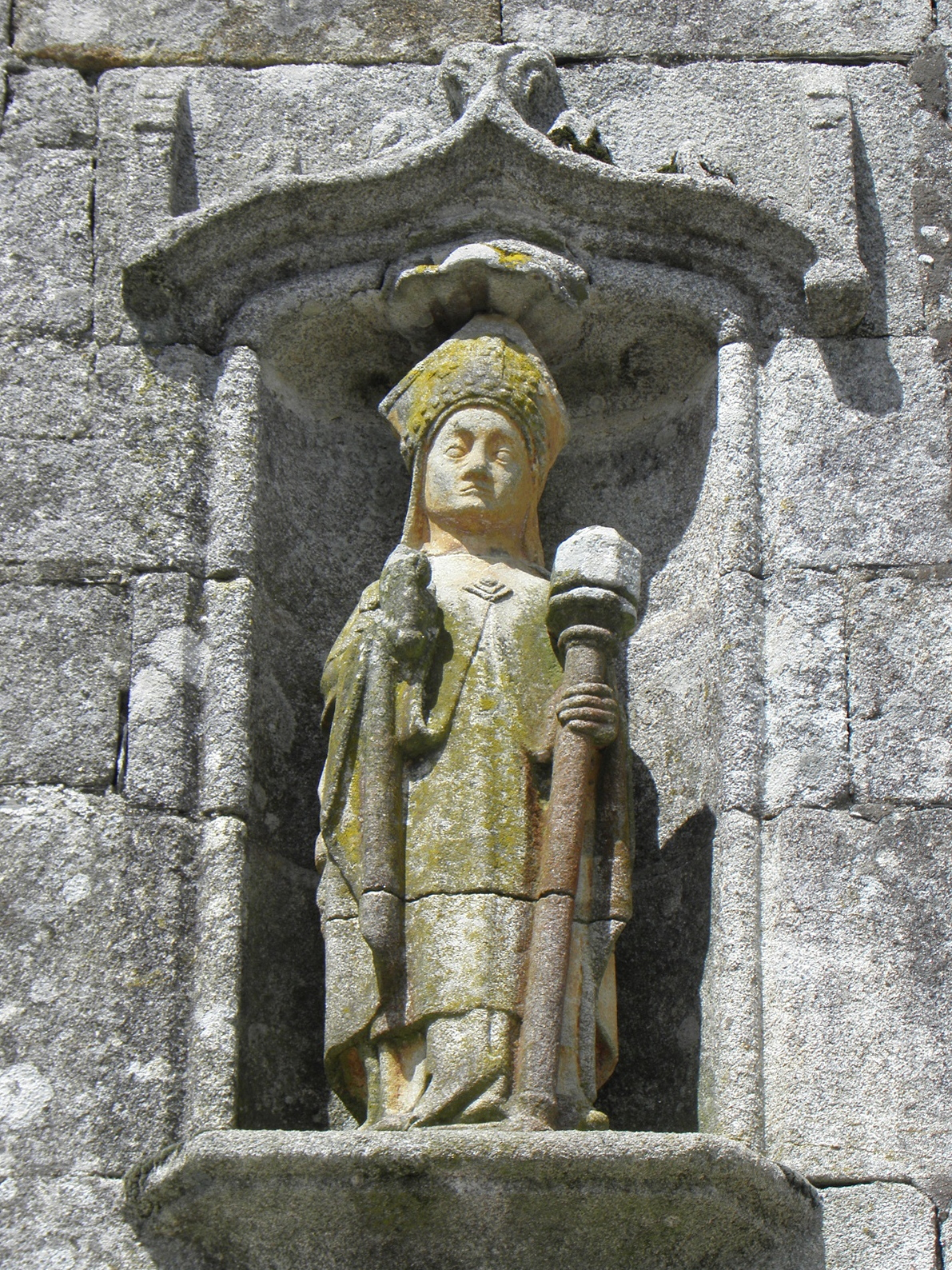
Église paroissiale Saint-Ouen : porche sud, statue de saint Ouen.
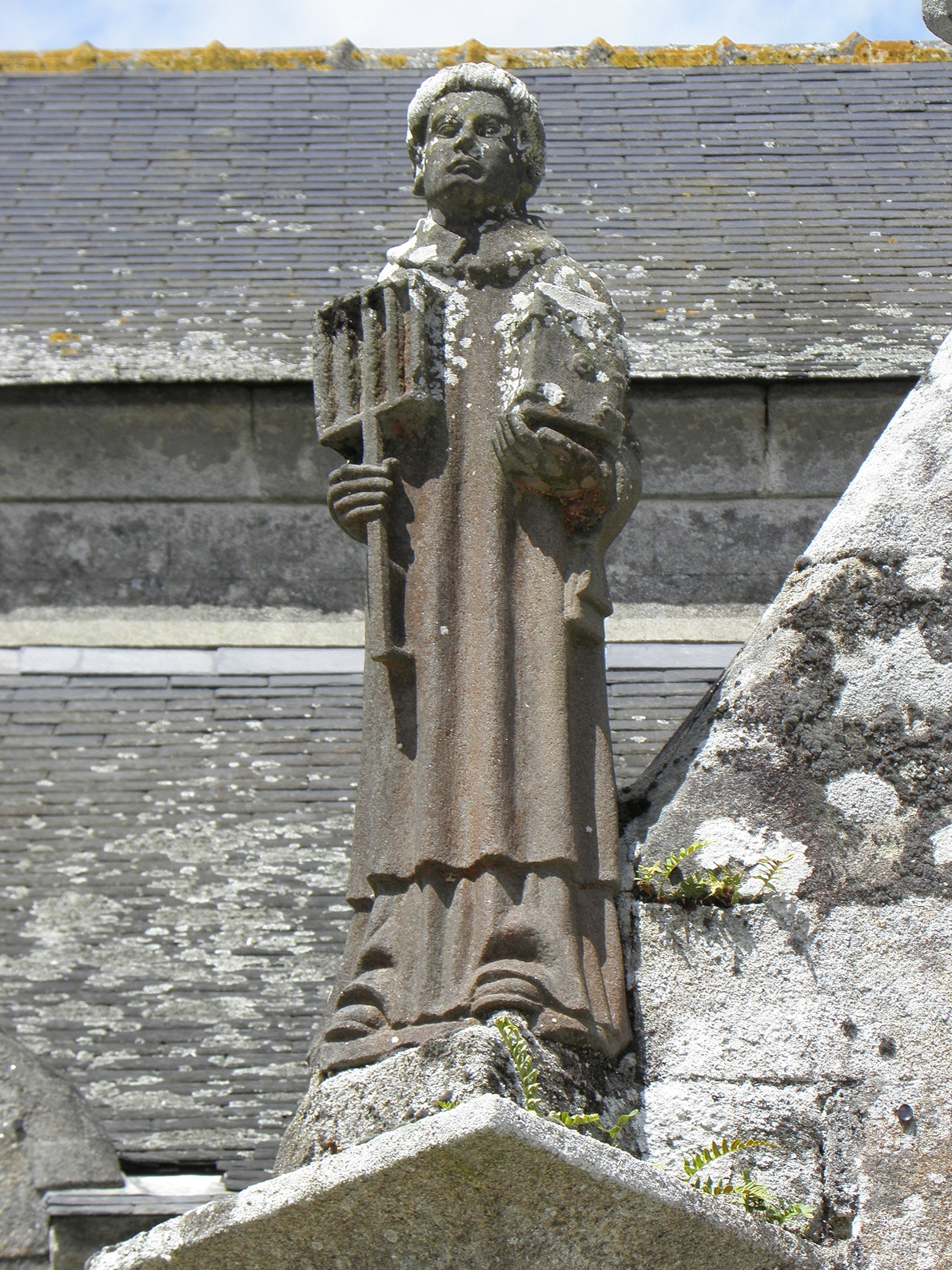
Église paroissiale Saint-Ouen : porche sud, statue de saint Laurent.
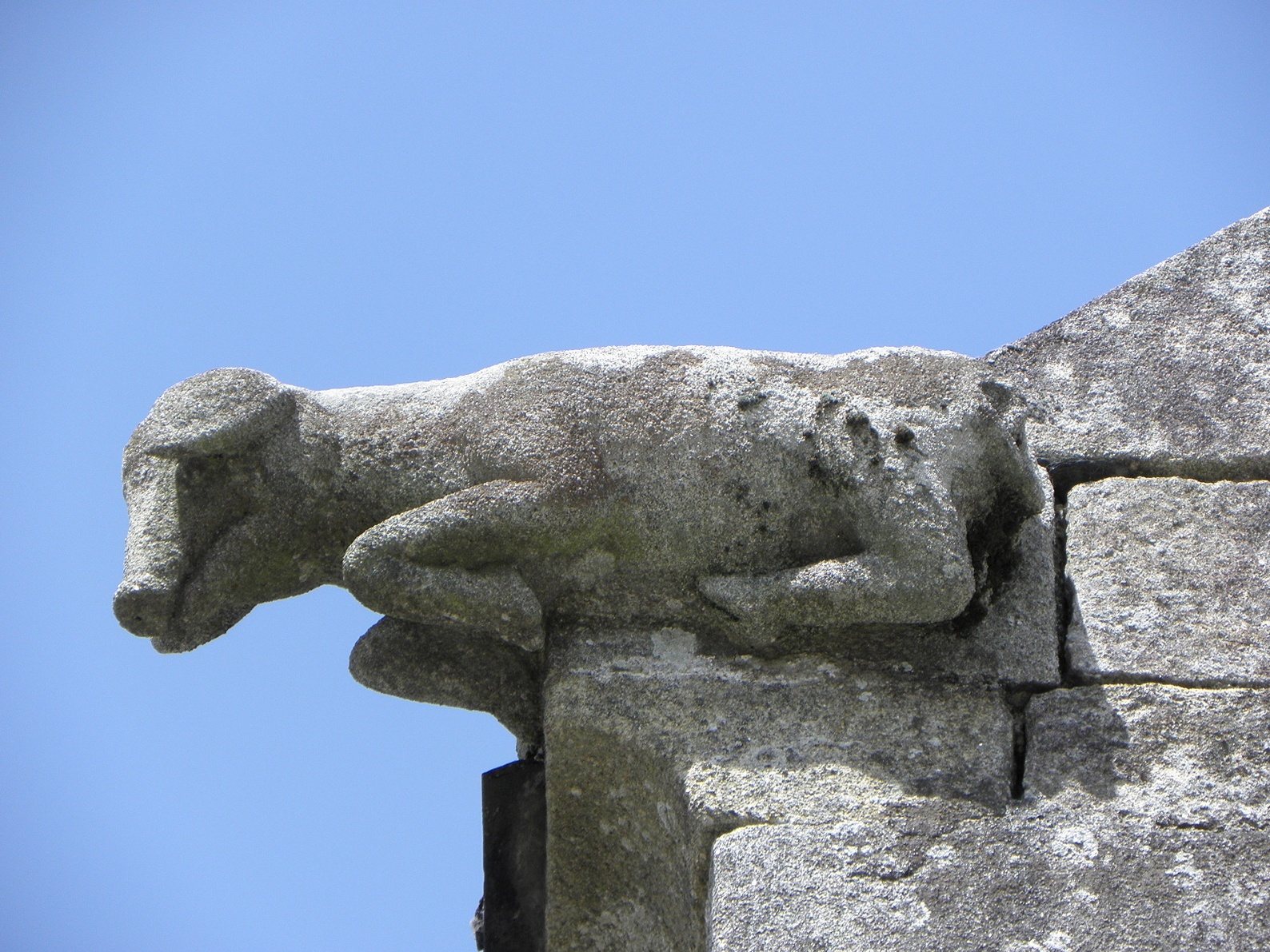
Église paroissiale Saint-Ouen : amortissement du pignon du transept sud.
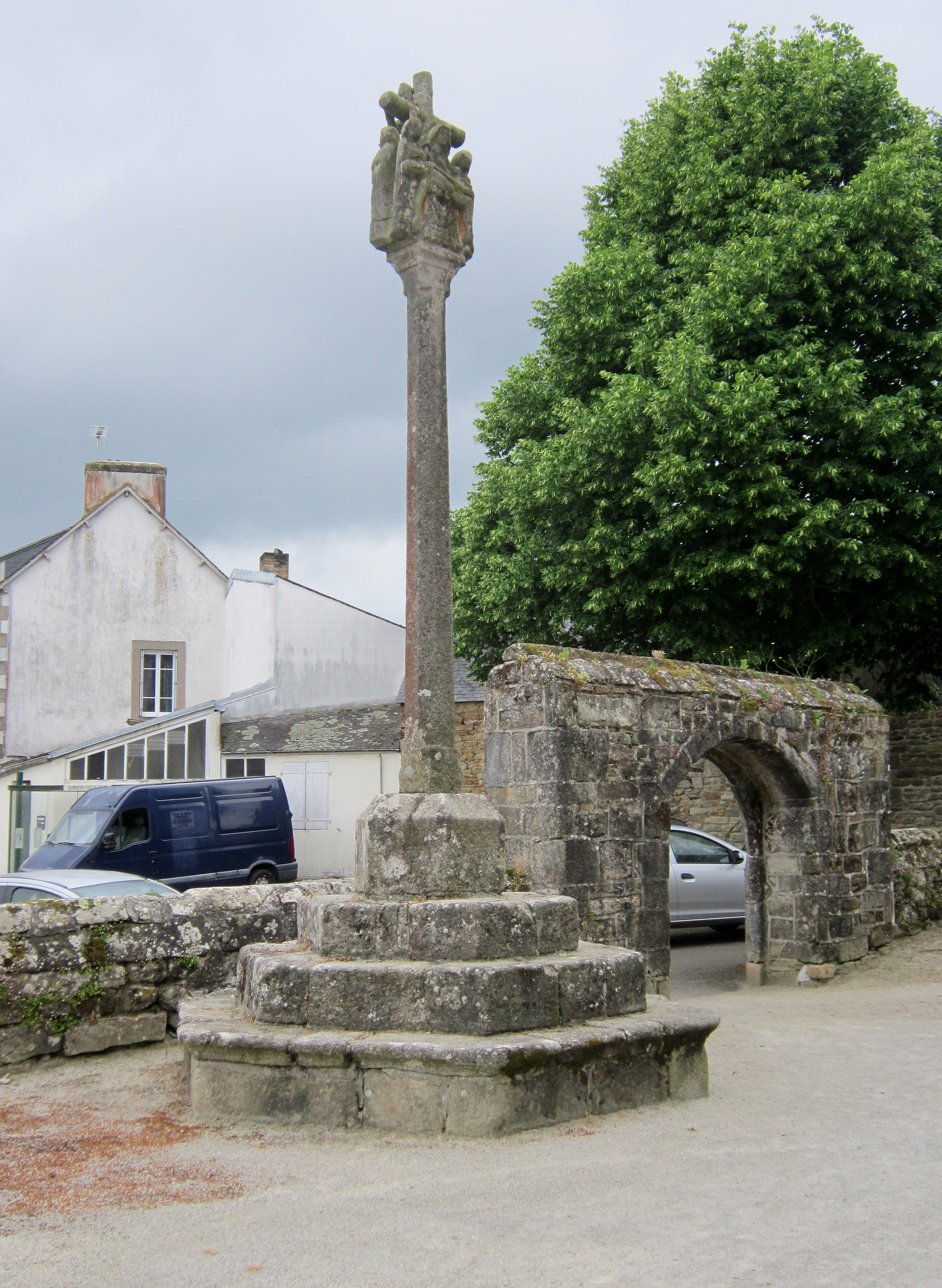
Le calvaire de l'enclos paroissial, vue d'ensemble.
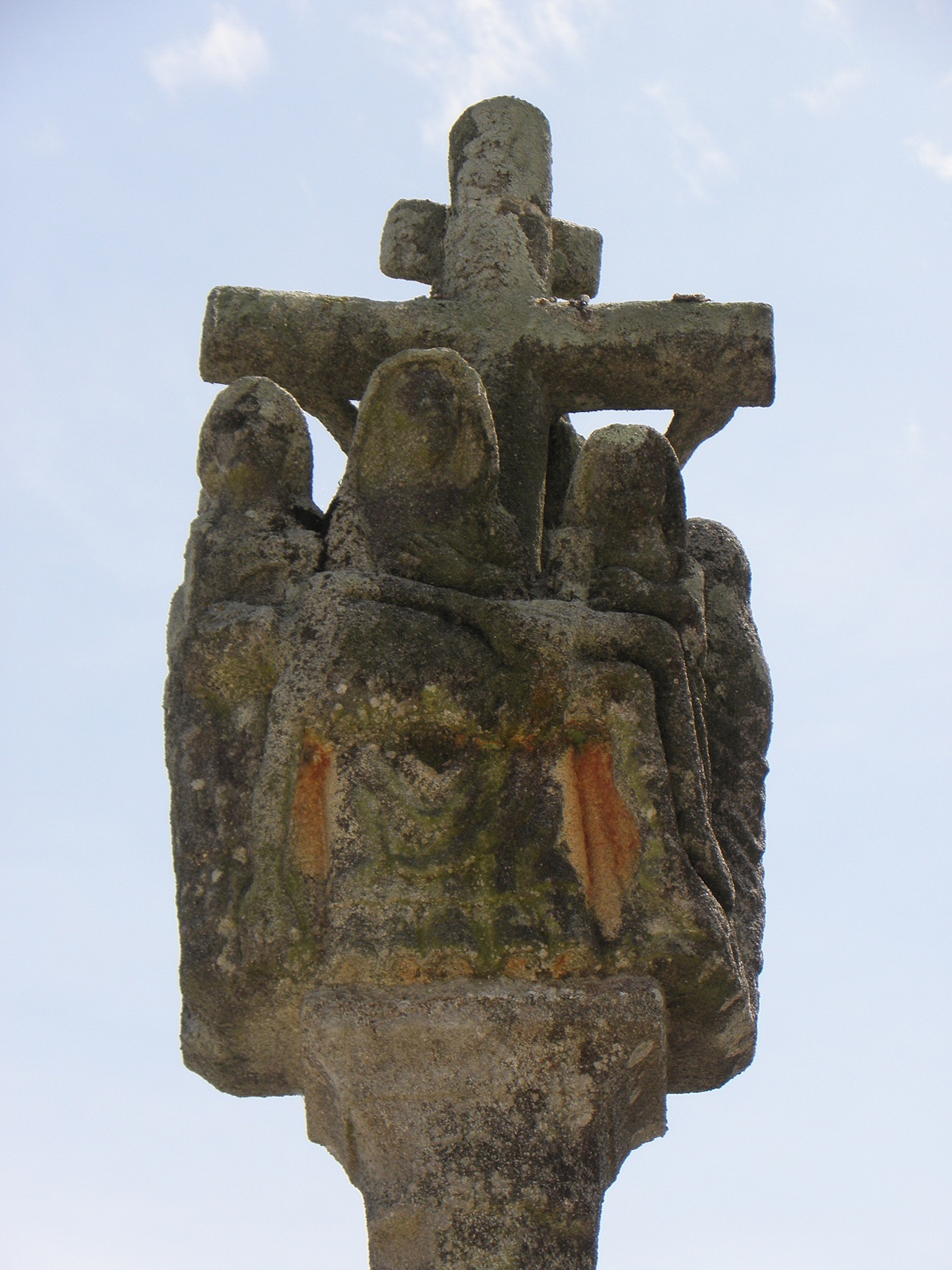
Pietà ornant le calvaire de l'enclos paroissial.

- La chapelle Notre-Dame-de-Kergoat : datant du XVIe siècle, est située dans le hameau de Kergoat. La chapelle et le calvaire sont inscrits monuments historiques respectivement en 1926 et 1935. Elle est entretenue par une association dévouée (l'association Evit Buez ar Chapel Kergoat)[87].

- Fontaine de Kergoat : éloignée de la chapelle, la fontaine se trouve à l'orée du Bois-du-Duc. La date gravée de 1781 correspond à une restauration. La statue de sainte Anne, représentée dans la niche, est semblable à la statue de la chapelle Notre-Dame à Châteaulin.

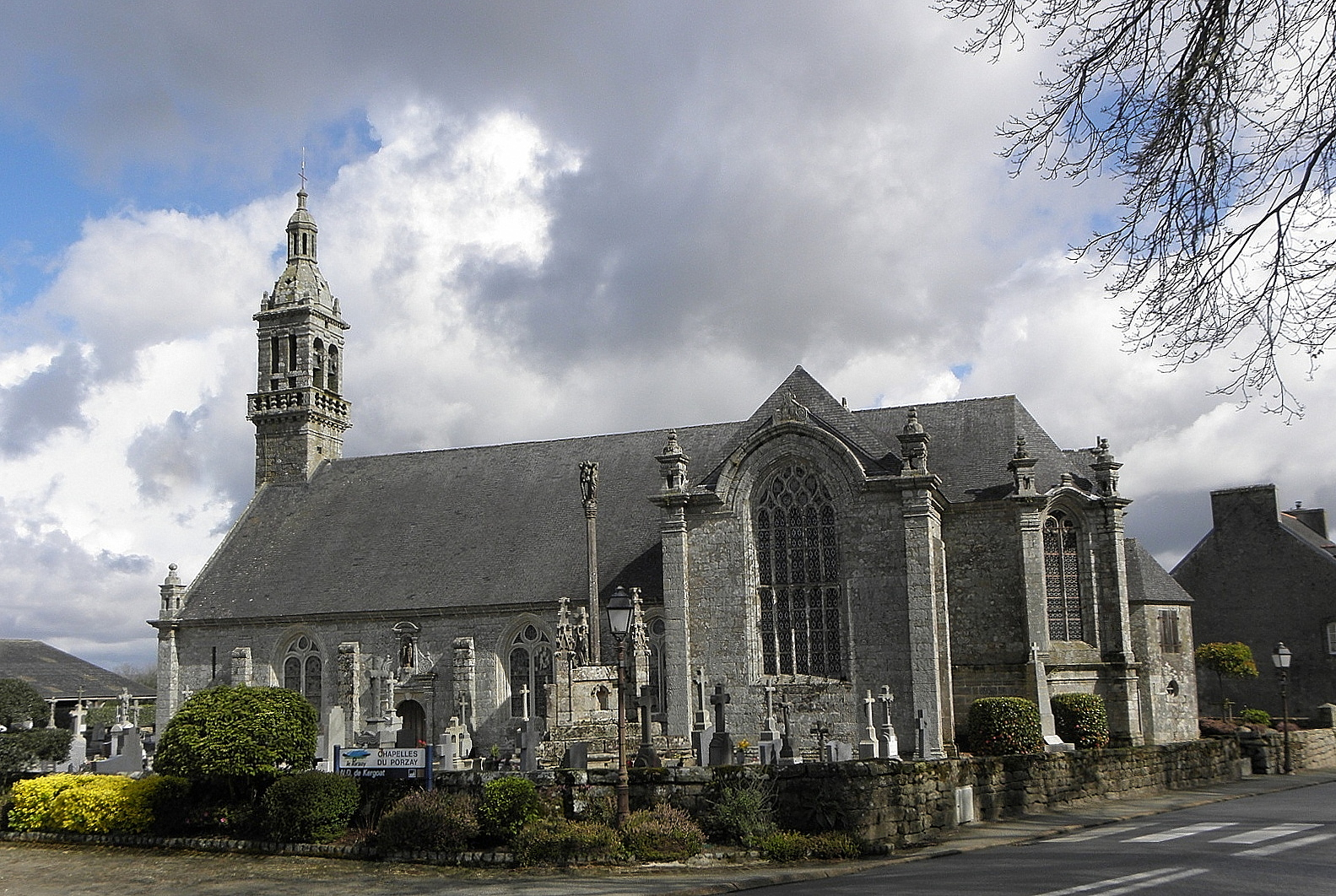
La chapelle Notre-Dame-de-Kergoat.
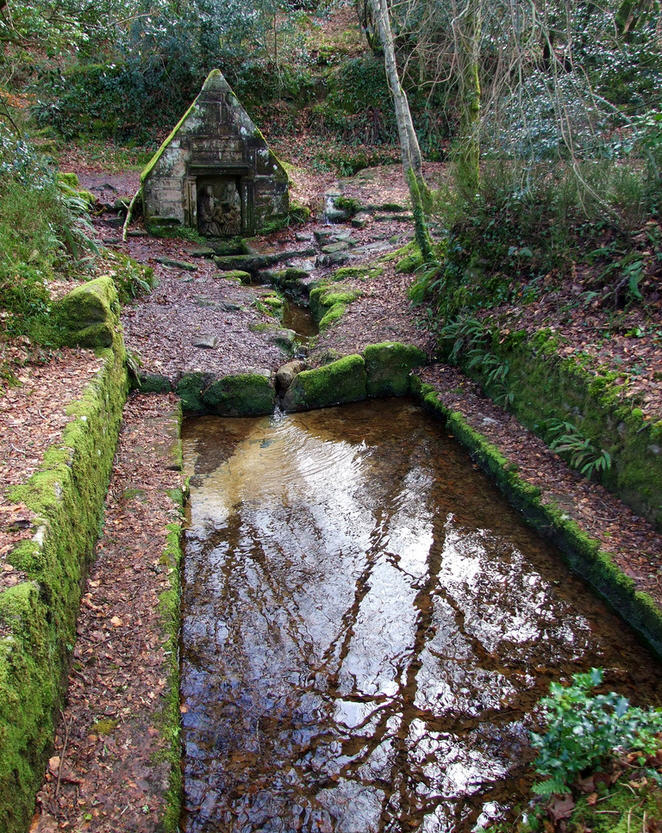
La fontaine de Kergoat.

- 12 croix et calvaires sont recensés sur le territoire de Quéménéven[88], dont :
  - Le calvaire de Tal-ar-Groaz (dit aussi Kergoat no 1), situé à 500 mètres au nord de la chapelle Notre-Dame de Kergoat. À l'état de ruine, il fut restauré en 1928[89].

- - Croix, à Landiviou.
  - Croix, route de Plonévez-Porzay.
  - Croix, à Trobalo.

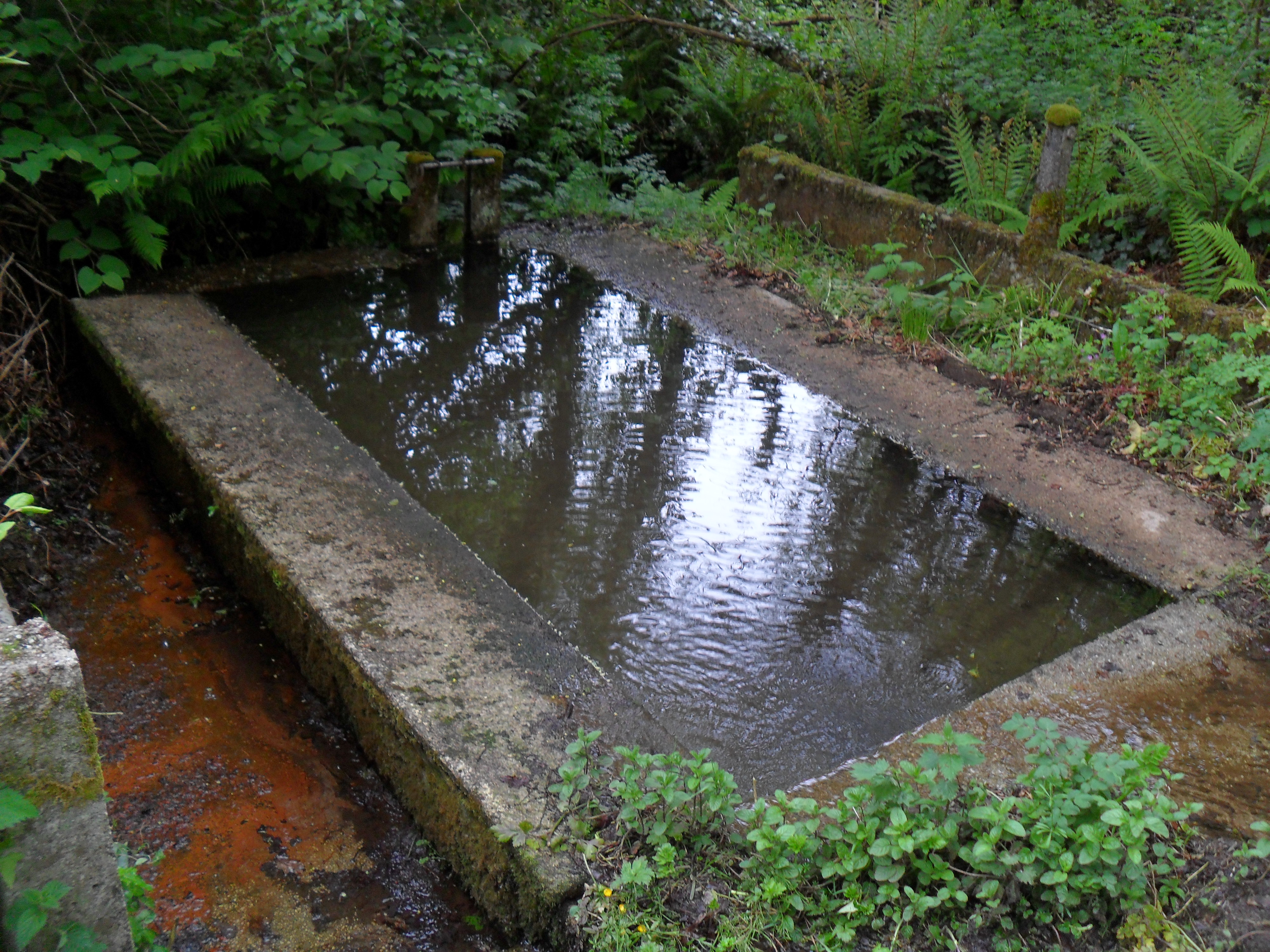
Lavoir ancien à Quéménéven.

  - Croix, près de Pennanrun dans le quartier de Trehoguiliguet.
  - Croix de Kerligonan(datant du XVIIe siècle[90].
  - Croix de Kerhoen (datant du XVIIe siècle[91].
  - Croix, à Kroaz Menez (datant de 1780)[92].
  - Croix de Mézaudren (datant du XVIIe siècle)[93].
  - Croix, entre Pont-Guen et Kerligonan.
  - Croix, à la sortie de Kergoat vers Cast[94].
  - Croix, sur la route de Locronan à l'embranchement vers Kernevez.
- Le manoir de Tréfry, reconstruit par l'architecte Joseph Bigot en 1875-1876 pour Jean Marie Césaire de Poulpiquet de Brescanvel.
- Plusieurs bâtiments de fermes dont la ferme Bohars (datant de 1811)[95], la ferme Kervigodou[96], la ferme Béniel (datant de 1839)[97], la ferme de La Garenne[98].
- Le moulin de Kerligonan (il date de 1844)[99].

## Tradition
Selon le chanoine Pérennès, le parcours de la Grande Troménie de Locronan passe par la partie occidentale de la paroisse de Quéménéven : à Toul-ar-Stiff est présentée la statue de saint Mathurin , à Trobalo celle de saint Guénolé, non loin de Mézaudren c'est Notre-Dame de Kergoat (avec la croix argentée de sa chapelle), à Guernévez la statue de sainte Barbe.
La coiffe traditionnelle du pays Glazik, la "Borledenn" était portée à Quéménéven.

## Vie culturelle
Quéménéven est le siège de la compagnie Tro Héol, théâtre d'objets et de marionnettes, de portée nationale. Elle est conventionnée par la DRAC, la région Bretagne, le département du Finistère et la commune de Quéménéven.

## Sports

### Clubs sportifs
- En football, l'US Quéménéven évolue en Promotion d'Honneur pour la saison 2013-2014 pour la première fois de son histoire.
- En tennis de table, l'US Quéménéven.

## Langue bretonne
La charte Ya d'ar brezhoneg de niveau 1 a été votée par le conseil municipal de Quéménéven le 6 juillet 2017.

## Démographie
L'évolution du nombre d'habitants est connue à travers les recensements de la population effectués dans la commune depuis 1793. Pour les communes de moins de 10 000 habitants, une enquête de recensement portant sur toute la population est réalisée tous les cinq ans, les populations de référence des années intermédiaires étant quant à elles estimées par interpolation ou extrapolation. Pour la commune, le premier recensement exhaustif entrant dans le cadre du nouveau dispositif a été réalisé en 2004.
En 2022, la commune comptait 1 116 habitants, en évolution de −0,27 % par rapport à 2016 (Finistère : +2,16 %, France hors Mayotte : +2,11 %).
| 1793  | 1800  | 1806  | 1821  | 1831  | 1836  | 1841  | 1846  | 1851  |
| ----- | ----- | ----- | ----- | ----- | ----- | ----- | ----- | ----- |
| 1 300 | 1 219 | 1 159 | 1 256 | 1 301 | 1 320 | 1 266 | 1 316 | 1 298 |

| 1856  | 1861  | 1866  | 1872  | 1876  | 1881  | 1886  | 1891  | 1896  |
| ----- | ----- | ----- | ----- | ----- | ----- | ----- | ----- | ----- |
| 1 284 | 1 356 | 1 453 | 1 501 | 1 590 | 1 561 | 1 679 | 1 670 | 1 709 |

| 1901  | 1906  | 1911  | 1921  | 1926  | 1931  | 1936  | 1946  | 1954  |
| ----- | ----- | ----- | ----- | ----- | ----- | ----- | ----- | ----- |
| 1 767 | 1 836 | 1 875 | 1 700 | 1 710 | 1 564 | 1 482 | 1 512 | 1 523 |

| 1962  | 1968  | 1975  | 1982  | 1990  | 1999  | 2004  | 2006  | 2009  |
| ----- | ----- | ----- | ----- | ----- | ----- | ----- | ----- | ----- |
| 1 407 | 1 323 | 1 208 | 1 155 | 1 151 | 1 132 | 1 152 | 1 149 | 1 137 |

| 2014  | 2019  | 2022  | - | - | - | - | - | - |
| ----- | ----- | ----- | - | - | - | - | - | - |
| 1 130 | 1 114 | 1 116 | - | - | - | - | - | - |